# 新幹線E7/W7系電力動車組
新幹線E7系電力動車組及新幹線W7系電力動車組是分別由东日本旅客铁道（JR东日本）及西日本旅客铁道（JR西日本）所使用、每列12節車廂之跨會社同款新幹線車輛，配合2014年3月起北陸新幹線長野至東京段（時稱「長野新幹線」）陸續汰換新幹線E2系電力動車組及2015年3月起北陸新幹線由長野站延至金澤站後及配合2019年開始取代上越新幹線E4系投入服務。

## 概要
面向2015年3月14日预定的北陆新干线开业并延伸至金泽站，2012年9月4日由JR東日本及JR西日本聯合公布制造的新型列車，生產包括17列每列12輛編組（共204輛）的E7系（F編組）列車及10列每列12輛編組（共120輛）的W7系列車
。
预计在2015年春，北陆新干线将延伸至金泽站。在这之前北陆新干线（原称长野新干线）在初期开通之时高崎站-長野站均采用E2系N编组作为“浅间号”列车行驶，但新干线列车平均寿命情况下会超过15年就要更新列车，亦已此目的来更换新一代列车。首列E7系列車已確定在2014年3月先於長野新幹線投入服務。
2019年，本列車開始於上越新幹線（東京 - 高崎 - 越後湯澤 - 新潟・Gala湯澤）行駛。
本車系由工業設計師奥山清行設計。
至於系列名稱，以E1系之後的列車名稱暨分配方法，將E7系賦予JR東日本擁有，而W7系則賦予JR西日本擁有
──是JR西日本首款跟隨JR東日本以公司管轄範圍名稱首字母冠號之車系（JR東日本（JR East）以「E」為車系編號前綴，JR西日本（JR West）以「W」為車系編號前綴）。
在基本規格方面，最高速度與E2系的260 km/h相同，每列以12輛編成一組，MT比為10M2T；此外，本車系還從E5系導入比綠色車廂更高級別的Gran Class。編組載客量為Gran Class18名、綠色車廂63名、普通車853名，合計934名但是，因增設大型行李置物區，因此普通車的載客量減少10名至843名，而編組載客量也變更至924名。
除了製造E5系與H5系的川崎重工業和日立製作所笠戸事業所外，綜合車輛製作所橫濱事業所僅負責製造E7系，近畿車輛僅負責製造W7系。北陸新幹線延伸金澤開業時預定投入17列E7系、10列W7系，合計27列324輛。
兩公司所擁有的車在外觀、車內裝潢及機電設備完全相同，僅車號編碼與車內廣播提示鈴聲略有差異。而後期追加之W7系列車，則加裝檢測裝置、加裝防雪罩、改變車門框形狀、新增輪椅自由空間、新增大件行李架、新增可無電水洗之洗手間。

### 發展經過
2011年12月13日，毎日新聞報導「JR東日本將在北陸新幹線延長線開通時推出以E2系為基礎的新車型」，隨後14日，關於北陸地區的媒體報導也一下子報導了；2012年1月，JR西日本金澤支社社長在例會上提到了與JR東日本的共同開發方針，由於需要應對雪災，因此宣布在2013冬季計劃進行實車測試；同年9月4日，JR東日本和JR西日本正式宣布共同開發。

## 构造

### 设计
以和为关键词，在首都圈和北陆新干线沿线連结，与日本的传统文化的未来相连的“和风的未来”作车辆的设计理念。列車內外均採以工業設計師奥山清行、川崎重工業合作设计。2014年10月1日获得2014年度好設計獎。2015年5月21日获得2015年度蓝丝带奖。
“精致”
日本的传统和最新技术的融合而产生新的价值表现。
“宽裕、释放感”
和风空间的聚集了才能得到舒适表现。

### 整车外观
车身采用了铝合金雙皮層構造。头尾两端车鼻长度与E2系一样为9.1米。
- 从JR方面来看，川崎重工提出了“希望与E2系不同的印象”的要求。[新聞 8]
- 以试验列车E954型（FASTECH 360 S）另一头车使用类似性“流线”设计为基础，川崎重工表示“流线头型是日立制作所已经用来开发，亦因此为基础”。[新聞 8]

受到与JR西日本共同研制的影响，E7/W7系列車上驾驶台前窗及顶部的设计参考了之前JR西日本独立研制的500系列车的设计，不過E7/W7系列車之驾驶台前窗、顶部及水撥用上對稱佈局則有異於500系列車之不對稱佈局。
由于本列车不装设车体倾斜装置，因此本系列车辆宽度达到3380毫米，较E5系长了30毫米。车身截面积较E2系的11m²较小为10.9m²。车辆下部的机器由底架横向吊挂，设计为连续形状的挡板罩覆盖的构造。转向架部分不完全覆盖而下面露出。車体連結部分方面，E5系的车身间减震器没有装备，外幌与E2系一样采用了側縮幌（风挡）结构。
为了在高速行驶的造型和日本的传统色使用，行驶在沿路的风景融合，列车体现了速度感和精悍。前头的形状考虑环保性能最佳的空气动力学造型而设计，考虑到与列车的环保性能最佳的状态的结构融合，车身涂装揉合未來主義風格與傳統日本設計元素，車外頂部採用天藍色，車身則採用象牙白色配古銅色與天藍色流線。
另外，两头车的1号和12号车厢在两侧贴有“闪耀向着未来前进的形象”的车型标识，体现了对未来的希望和日本的传统工艺精密与速度。

此外，上越新幹線的E7系曾塗上同E1系更新車與E4系更新車的期間限定朱鷺色粉色飾帶，並且包裹著代表米羽和朱鹮羽毛的標誌。

### 电源、控制装置

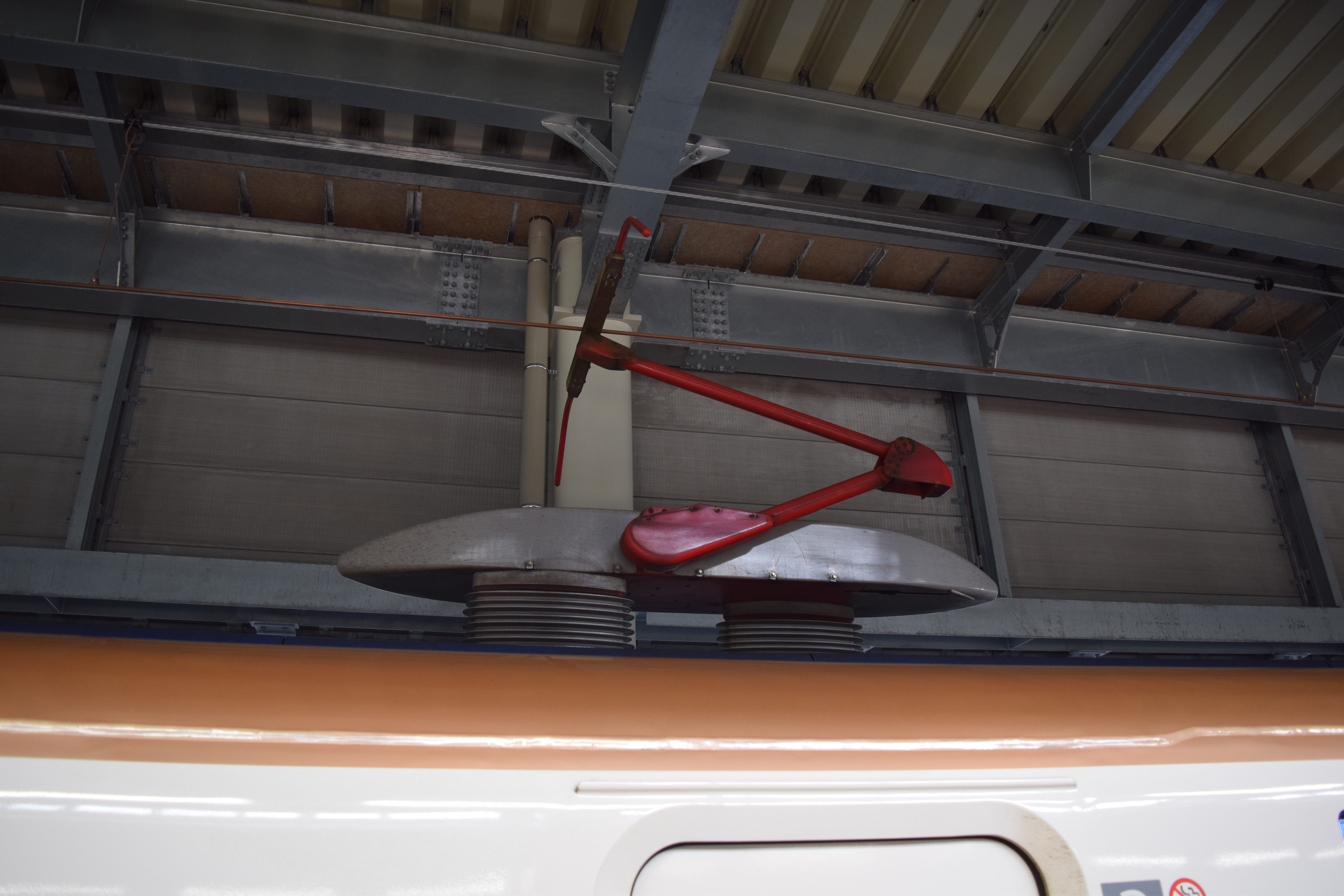
PS208A型集电弓

主电动机使用与E5系、H5系和E6系相同的300kw的MT207型鼠笼式三相异步电动机。从架线引来的25kV单相交流电在由主变压器降压基础上，还需经过TM215型主变频器装置在50/60Hz的线路上自动转用，坡度抑制制动器及匀速控制功能装备采用CI23型变换装置将单相交流电整流为直流电之后，经过VVVF控制方式转化为三相交流电驱动主电动机。
本列车10M2T的12节编组中，有2辆头尾两端控制拖车，列车中間車全部为动车。第二单元和第三单元在线路30‰坡度区间行驶时为动车。E726型/W726型（M2）车厢搭载变换装置主変壓器，E725型/W725型（M1）和E715型/W715型车厢搭载变换装置。E725型0番台/W725型100番台（3号車）和E725型400番台/W725型300番台（7号車）均装备PS208A型低噪音单臂集电弓。
另外，特高壓引通線在M2車进行供电。和最高时速275km/h的E2系1000番台一样，设于列车外顶部。同时在4-5号車之間与6-7号車之間的车顶上用倾斜头形状电缆通过连接。
- 当故障发生时能切断引通结构，4-5号车厢切断成2-5号车厢为第2单元[注 8]，6-11号车厢为3单元；6-7号车厢切断成2-7号车厢为第3单元[注 8]，8-11号车厢的为第2单元结构使用。

此外，停电时的紧急制动工作时间（空跑距离）和伴随的制动距离缩短配备停电检测装置。另外也搭载了紧急时使用的辅助电源装置，为周波数切换应对输出功率周波数60Hz的三相交流440V，确保编组间并联进行时的冗余。

### 转向架

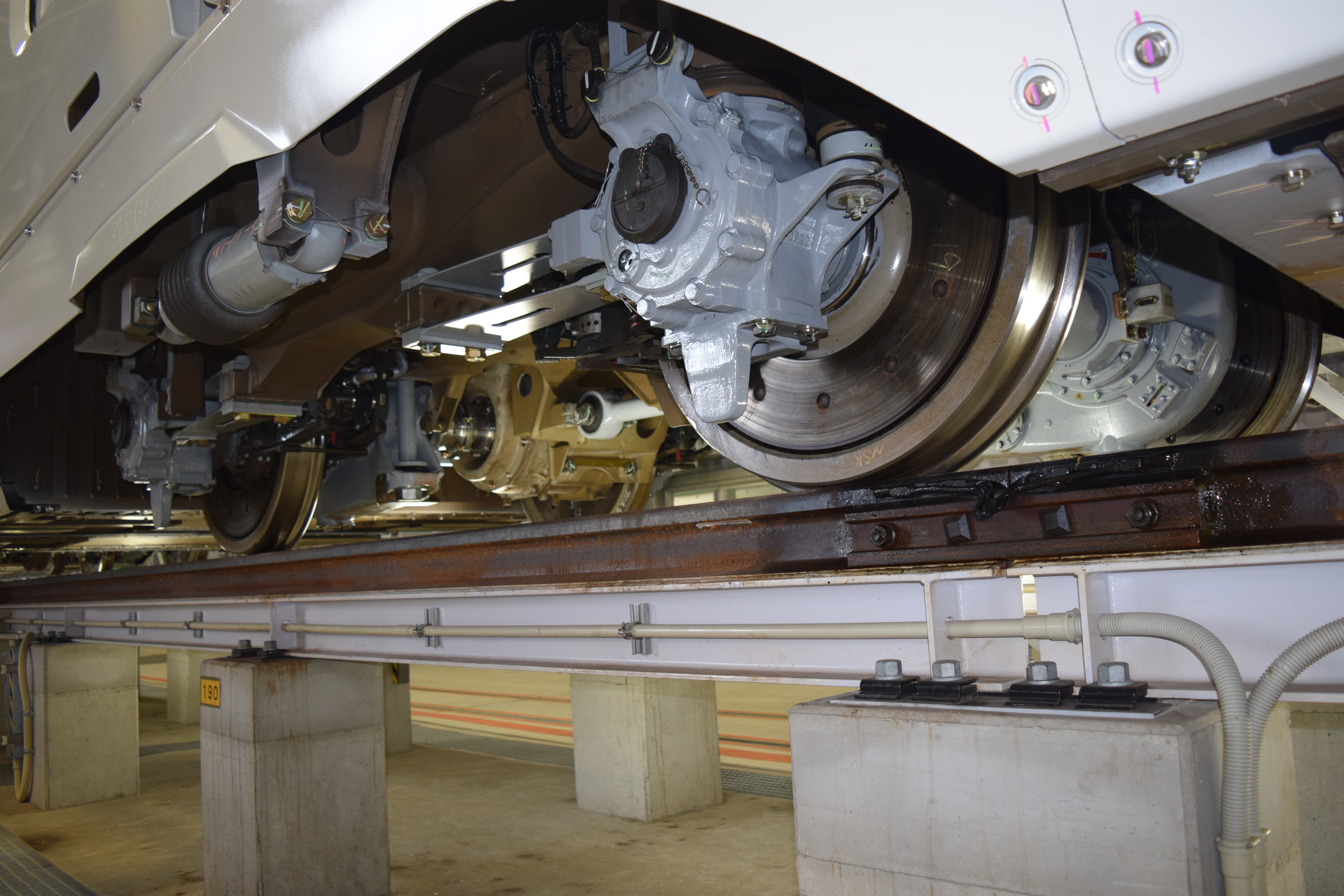
DT211型
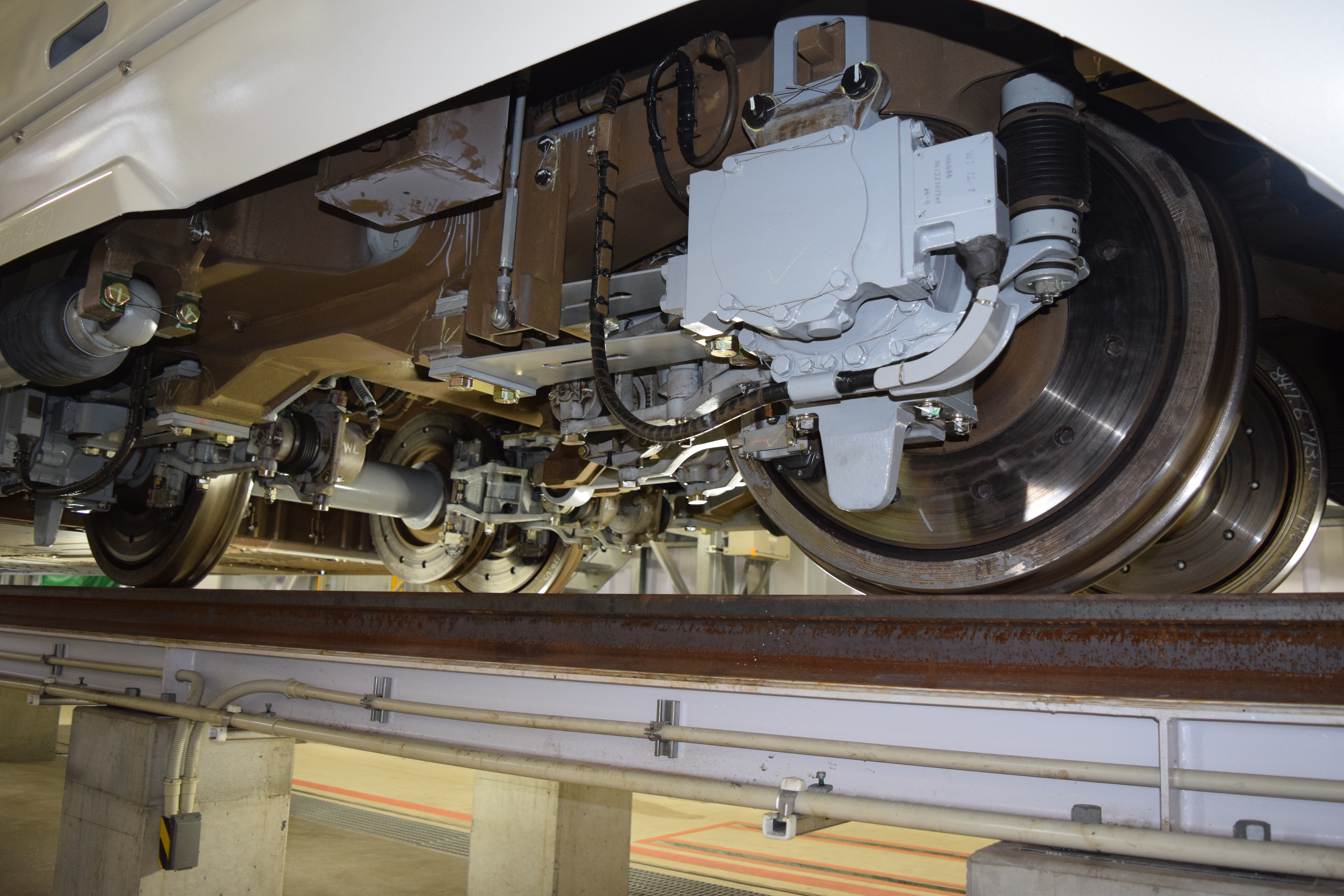
TR7010型
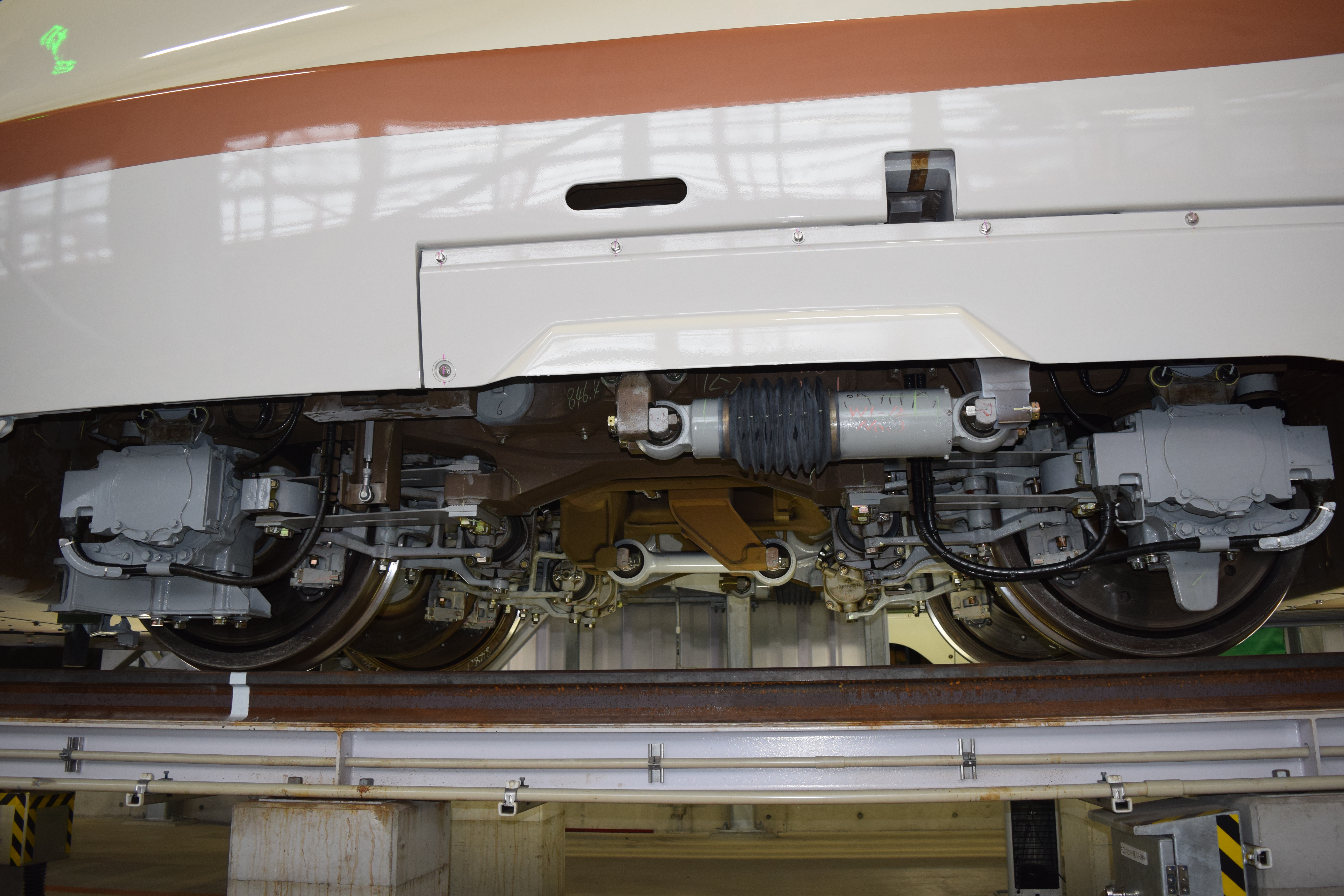
TR7010A型

油压式润滑圆筒滚球轴承，出轨偏离防止用L字导轨安装軸箱装备2件支撑板式軸箱支撑轻垫板回帖式转向架，动车为DT211型，控制车前（驾驶台方）带排障器的TR7010A型和后位（连接面方）TR7010型。
一般刹车方面，与E5系拖车装备一样采用钳式车轴刹车盘（各车轮1张），附带装备转向架钳式刹车盘（各车轮1片）+车轴车轮刹车盘（各轴1片）。
绿色车厢以及普通车厢采用阻尼转换式半主动悬架系统，而特等车厢装备E714型/W714型空气传动装置式主動懸架和备用的半主动悬架。
- E714型/W714型在空气传动装置式全主动悬架出现系统错误等故障时启用备用的半主动悬架。

与E5系装载的车体倾斜装置不同，在北陸新幹線以最高時速260公里行駛，在上越新幹線以最高時速240公里行駛，因而没有装载。

### 车內设备
每列12輛編組之列車設置3種等級之車廂，包括特等車廂、綠色車廂及普通車廂，載客多達934人。綠色車廂往东京方向靠近车端一处，普通车以及特等車廂两端均设有车厢与通道自动隔门。
厕所在每一列车2辆以1比例之和奇数号车厢靠近往金泽方向以及12号车靠近东京设置西式厕所2座，设有男性专用的小便器两座、洗脸台两座构成，设有女性专用的西式厕所及洗脸台一座。
7号车以及11号车设轮椅对应设备以及多功能室，7号车的厕所在此基础上设置多功能室。
E7系的提示铃声與上越新干线列車同一规格；W7系的提示鈴聲初時與山陽新幹線JR 西日本所屬列車的「好日子遠行 往西」，2015年10月起為配合JR西日本及沿線自治體宣傳北陸地區旅遊而改為谷村新司編曲「北陸浪漫」；兩者的自動放送由堺正幸擔當配音。
车内照明全部使用LED燈，是新干线列车第一次使用。包括普通车厢在内每個座位上設置交流電插座。車廂房廂及走廊設有監控閉路電視。
- 本系列根据E5系在高速驾驶不浪费电源容量的余裕的原因，才得以在全座位均设有插座[新聞 8][注 11]。

列车内部以“人深有感触的『精致』之心体验在『宽裕、释放感』”，与日本的传统理念和最新技术融合以“优雅”为概念，并通过征集日本人在空间的概念所获得的“空间、释放感”的舒适。
此外，Gran Class和綠色車廂將配備基於夏普・川崎重工業・電裝聯合開發的Plasmacluster技術的空氣淨化系統。
考虑到冬季时会有许多日本国外游客以及滑雪爱好者携带大件行李及滑雪板乘车，因此在2015年間，於11号车厢的绿色车厢，和普通车厢在偶数车厢的2席（1号D、E）的座位，设置了大件行李摆放区，後於2021年擴大至除特等車廂外的所有車廂。

#### 座席
特等车厢（GranClass）
在传统感觉空间和先进的机能的座席的融合下，体现了在舒适的空间有宽裕的表现。
自动隔门外部亦装饰了日本美丽的四季。座位由豐田紡織承產。
採用2＋1方式佈局之1,300毫米寬座位。配套设置枕头、读书灯、位于扶手版下的折叠桌、餐桌以及交流電插座。
绿色车厢（GreenCar）
融合日本传统性的样式美和现代的感觉，体现了平静和气度的表现。
採用2＋2方式佈局之1,160毫米寬座位，在东京站需要短时间内出站，在保洁工作时段内车厢座椅亦会自动旋转。配套设置枕头、读书灯、扶手、扶手下的带饮料支架的折叠桌以及交流電插座。
- 为防止乘客躺椅时腰部偏差而不适，座椅采用了背椅与坐垫联动摇篮般的躺椅方式[23]。

普通车厢
採用3＋2方式佈局之1,040毫米寬座位，与绿色车厢座椅一样设有自动旋转功能。配套设置枕头、折叠扶手、座椅背面的带饮料支架的折叠桌以及交流電插座。
- 旅行的期待和兴奋，相反的别致与成熟的氛围共存，舒适及腰部手持感提高背面倾斜和连动座面斜后下方引入的形式采用了的躺椅机构[23]。

## 型式和车型
本系列車輛各型式名称和该车型如下所示。本系列编组由5个单元组成，动车是奇数车厢（M1）和偶数车厢（M2）各1个单元组成，加上两辆拖车合计12辆（一节编组），编组前后两端为拖车（控制车）。编組符号方面E7系为F编组，W7系为W编组。另外，关于W7系同一单元内各型式（单元号码）统一为百位数100番台，番台區分共通，例如E726型/W726型。
E714型 / W714型（T'sc）
编号为12号車的拖車（金沢/新潟方向的控制车）。客室为头等车厢。番台区分方面E714型为0番台，W714型为500番台。
E715型 / W715型（M1s）
编号为11号車的列車（中間車），装备了主变频装置。客室为绿色车厢，设有轮椅对应设备。番台区分方面E715型为0番台、W715型为500番台。
E723型 / W723型（T1c）
编号为1号車的拖車（東京方向的控制车）。客室为普通车厢，设有洗手间及洗面间。番台区分方面E723型为0番台、W723型为100番台。
E725型 / W725型
0番台 / 100番台（M1）
编号为3号車的列車（中間車），装备了主变频装置，集电装置。客室为普通车厢，设有洗手间及洗面间。
100番台 / 200番台（M1）
编号为5号車的列車（中間車），装备了主变频装置。客室为普通车厢，设有洗手间及洗面间。
400番台 / 300番台（M1k）
编号为7号車的列車（中間車），装备了主变频装置，集电装置。客室为普通车厢，设有洗手间、洗面间、轮椅对应设备、多功能室、车内贩卖准备室。
200番台 / 400番台（M1）
编号为9号車的列車（中間車），装备了主变频装置。客室为普通车厢，设有洗手间及洗面间。
E726型 / W726型
100番台（M2）
编号为2号車的列車（中間車），装备了主变频装置、主变压器。客室为普通车厢。
200番台（M2）
编号为4号車的列車（中間車），装备了主变频装置、主变压器。客室为普通车厢。
300番台（M2）
编号为6号車的列車（中間車），装备了主变频装置、主变压器。客室为普通车厢，另设有乘务员室。
400番台（M2）
编号为8号車的列車（中間車），装备了主变频装置、主变压器。客室为普通车厢。
500番台（M2）
编号为10号車的列車（中間車），装备了主变频装置、主变压器。客室为普通车厢。

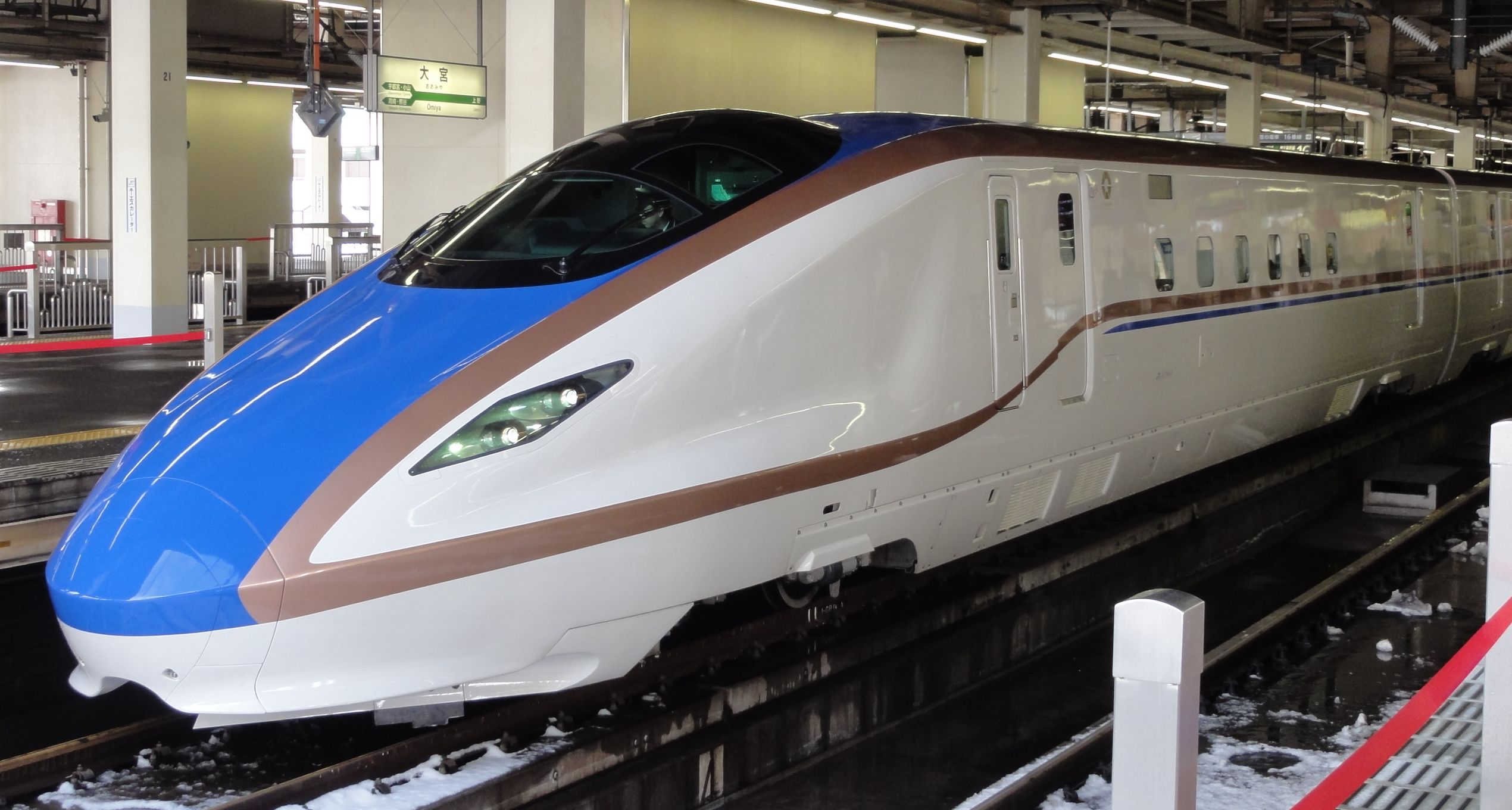
E714-1 （12号車）
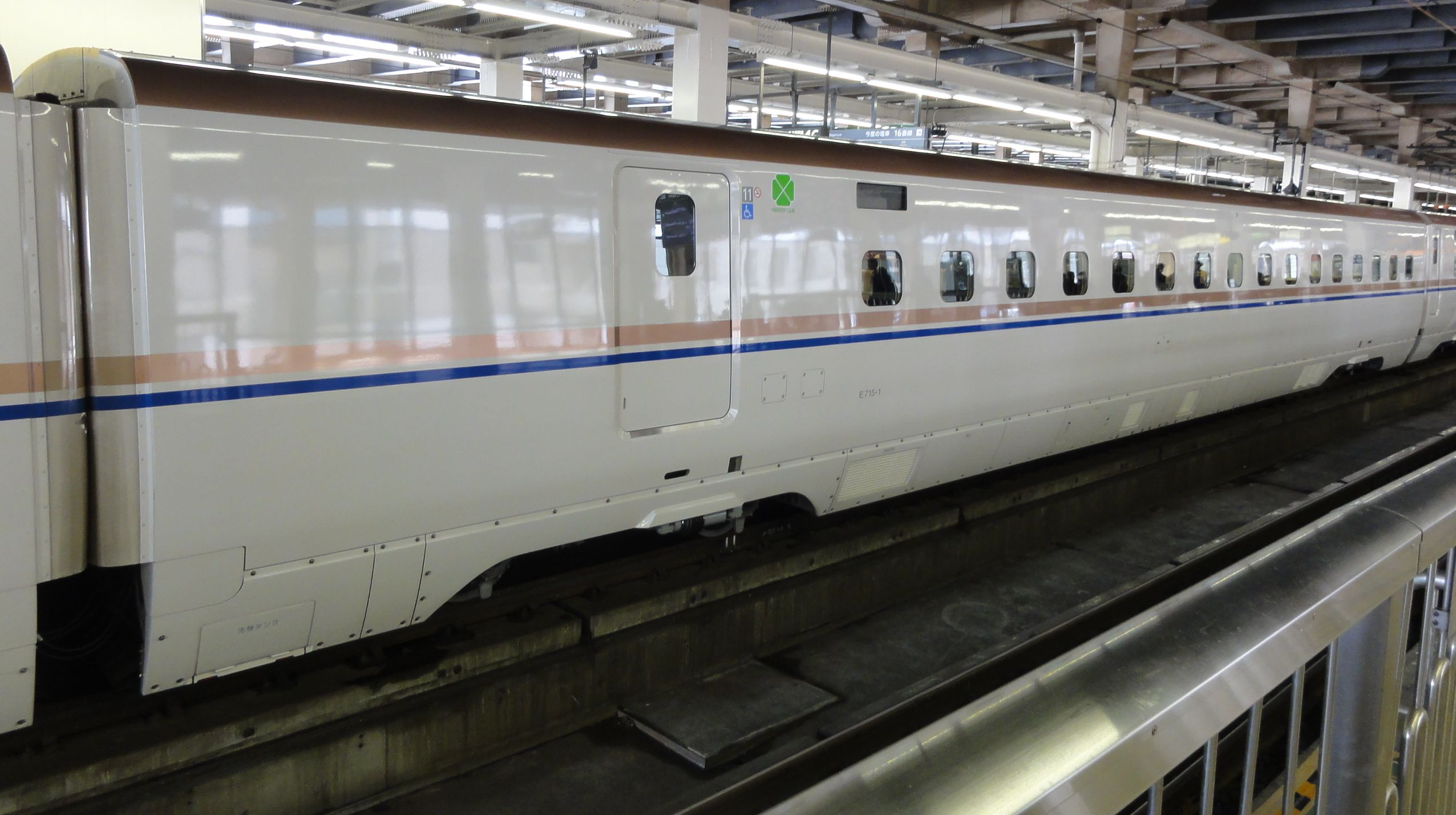
E715-1 （11号車）
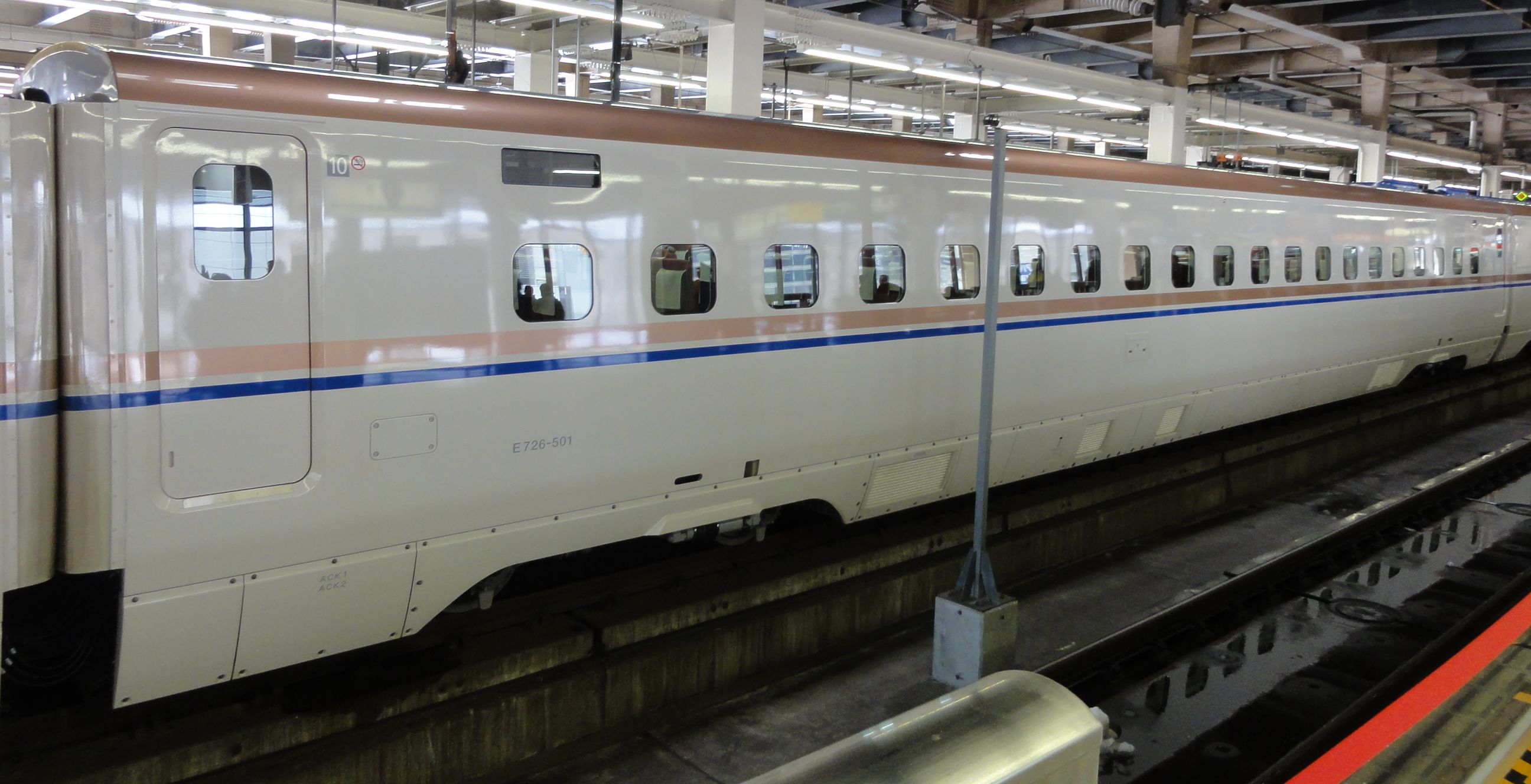
E726-501 （10号車）
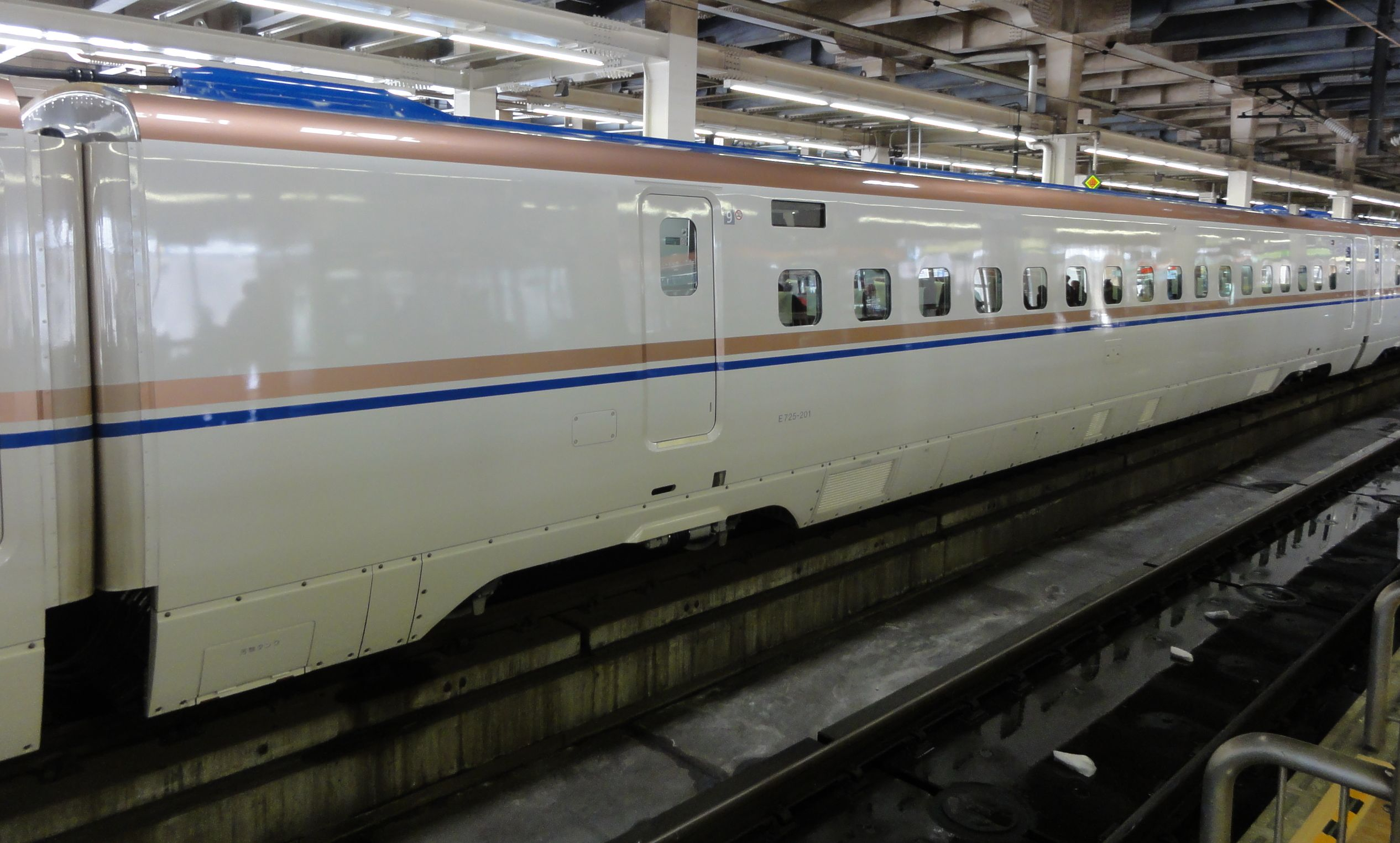
E725-201 （9号車）
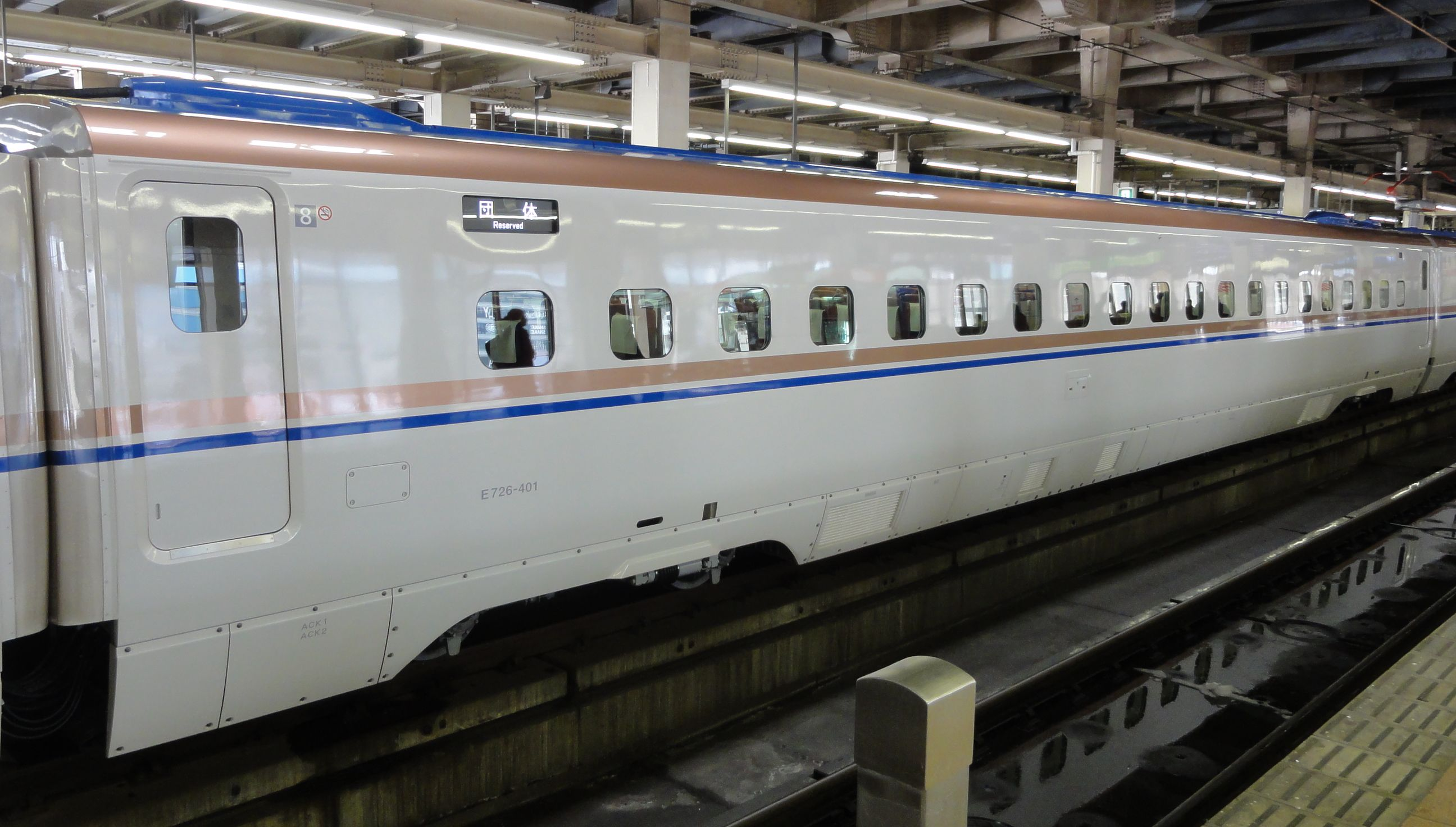
E726-401 （8号車）
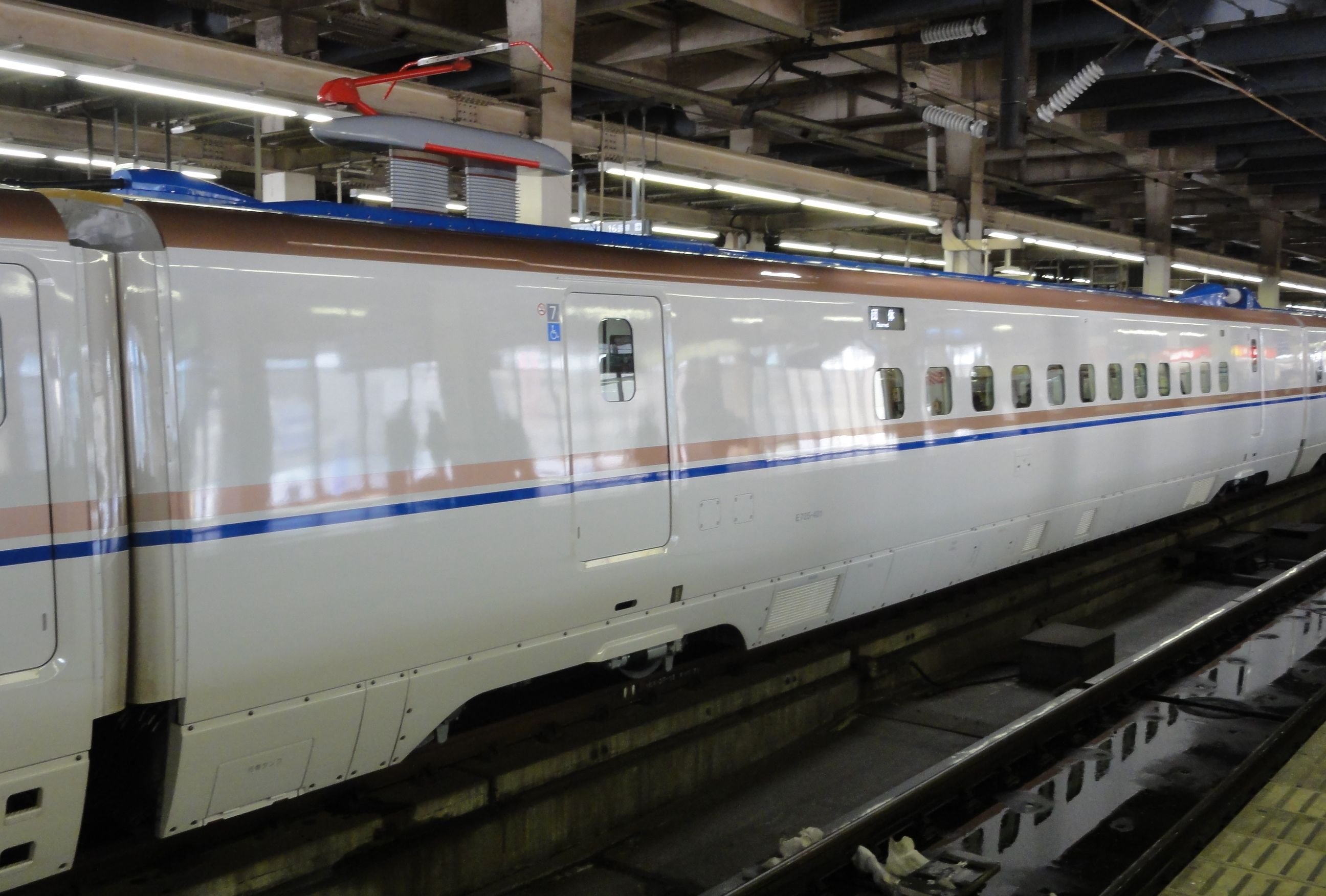
E725-401 （7号車）
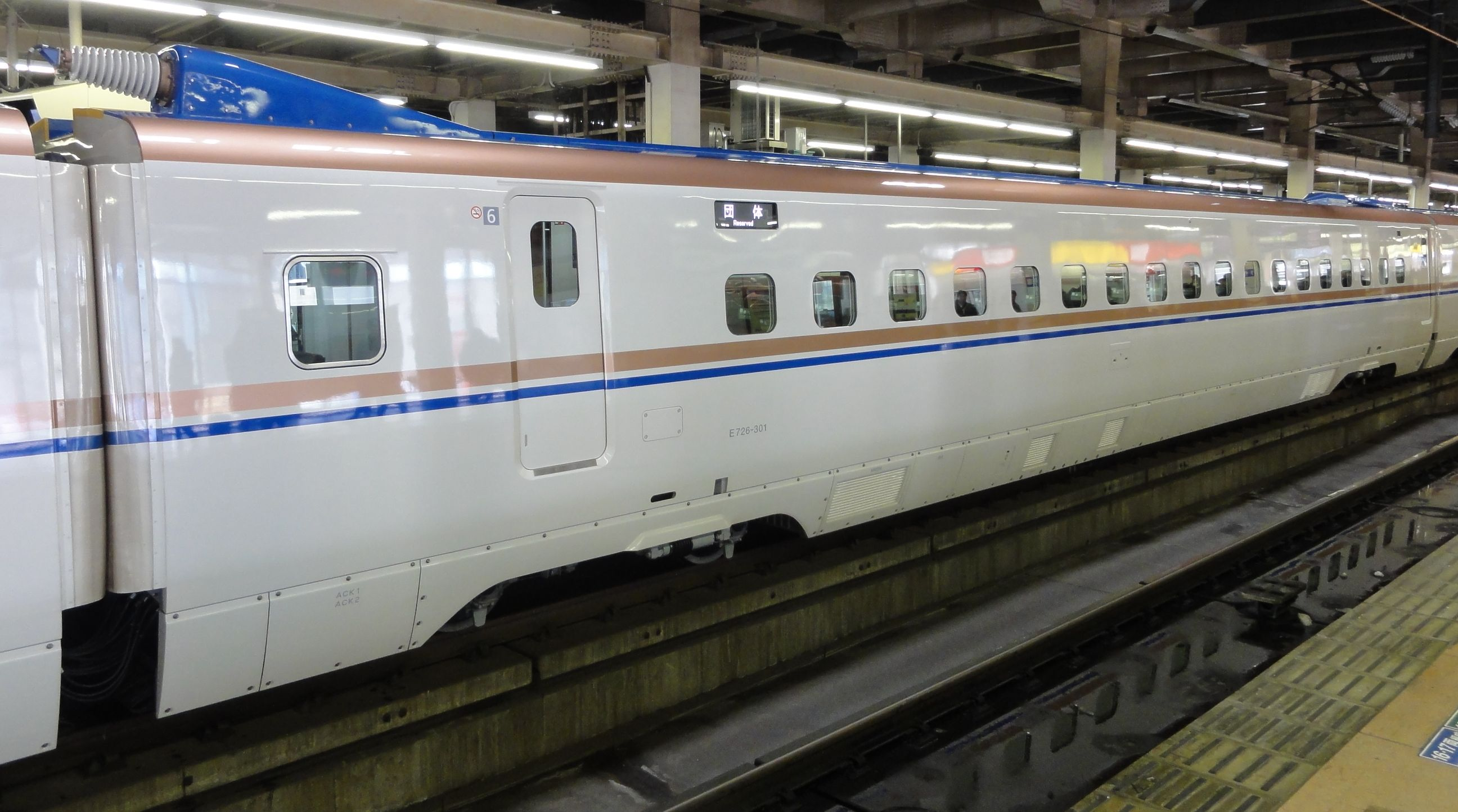
E726-301 （6号車）
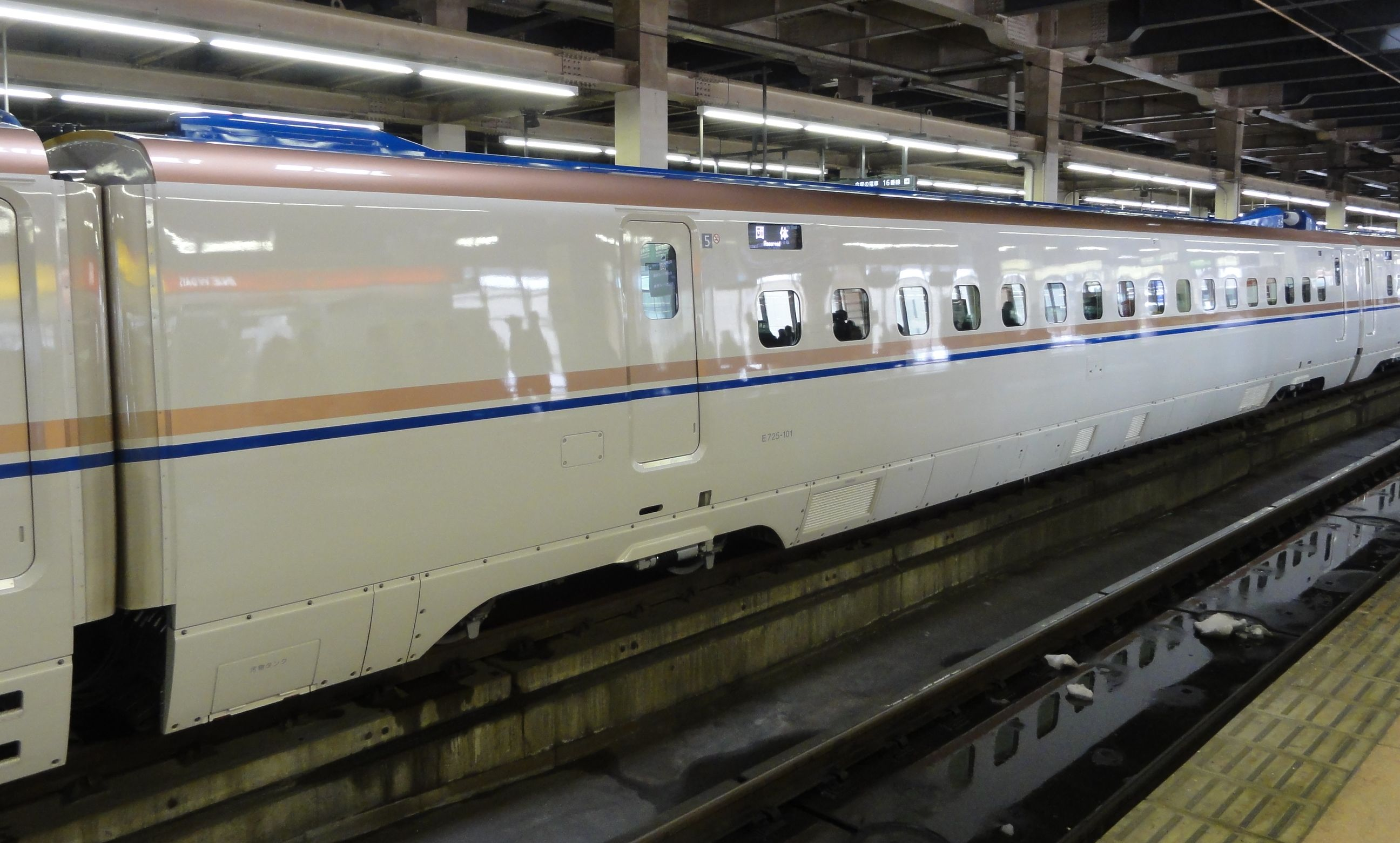
E725-101 （5号車）
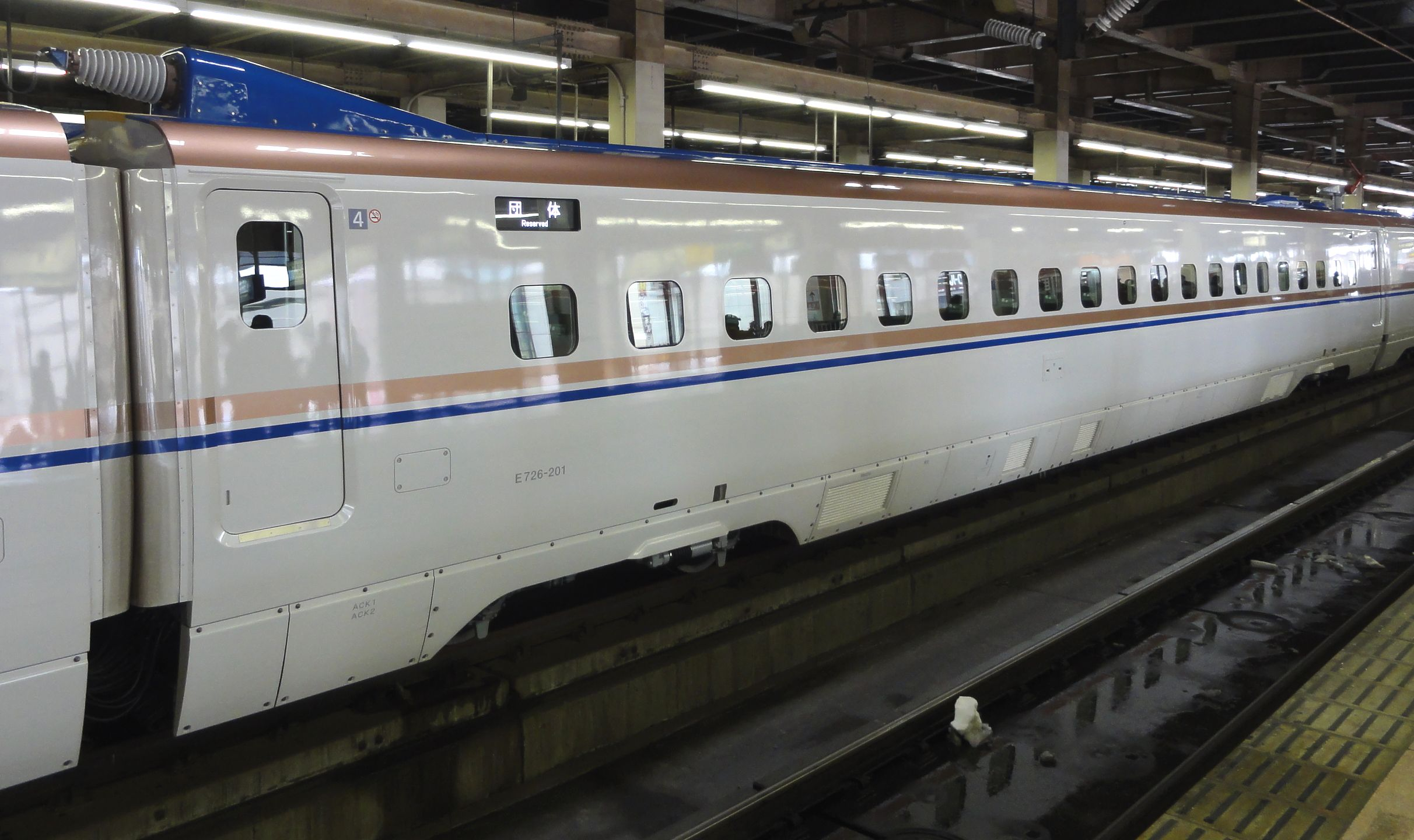
E726-201 （4号車）
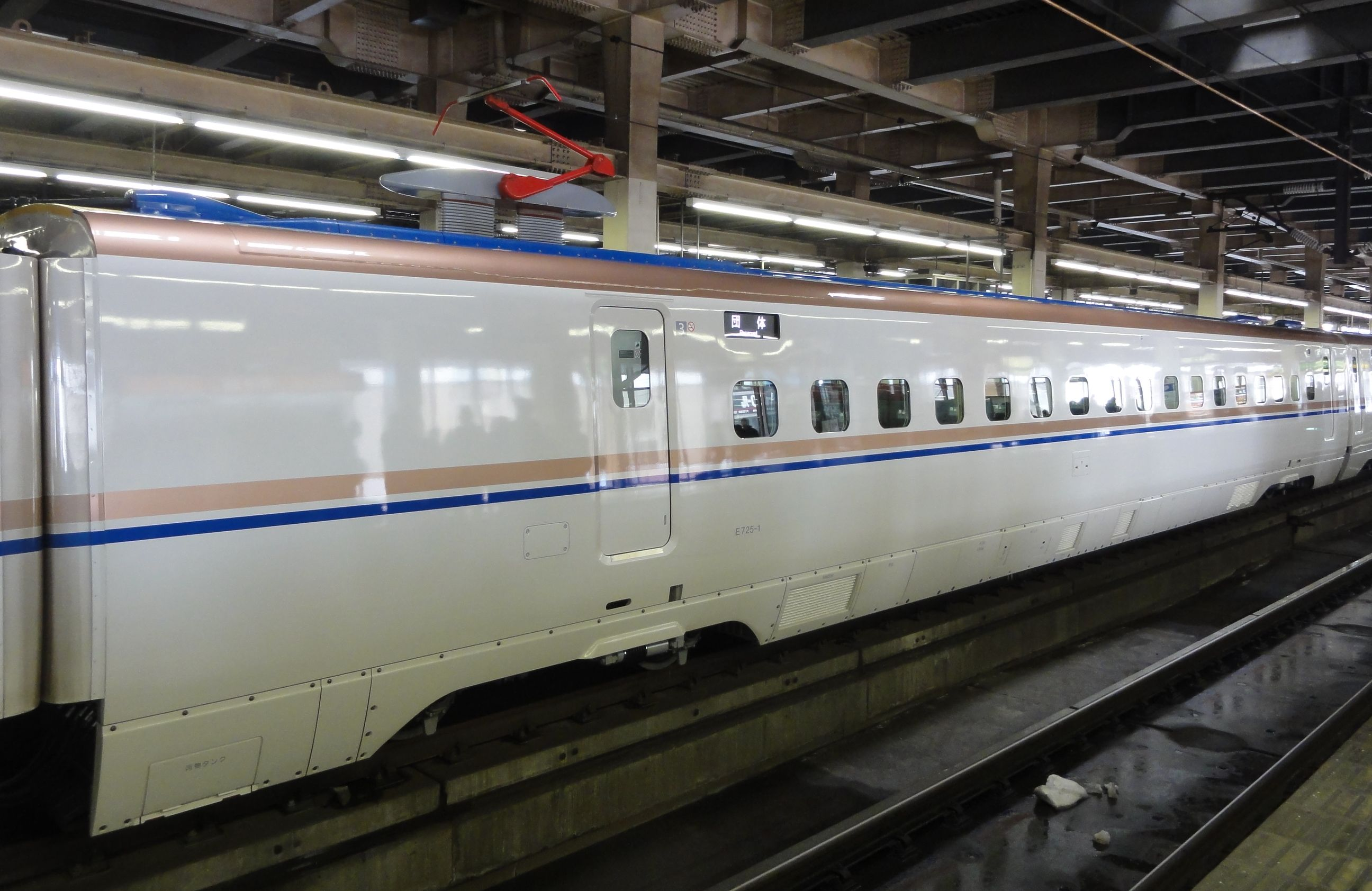
E725-1 （3号車）
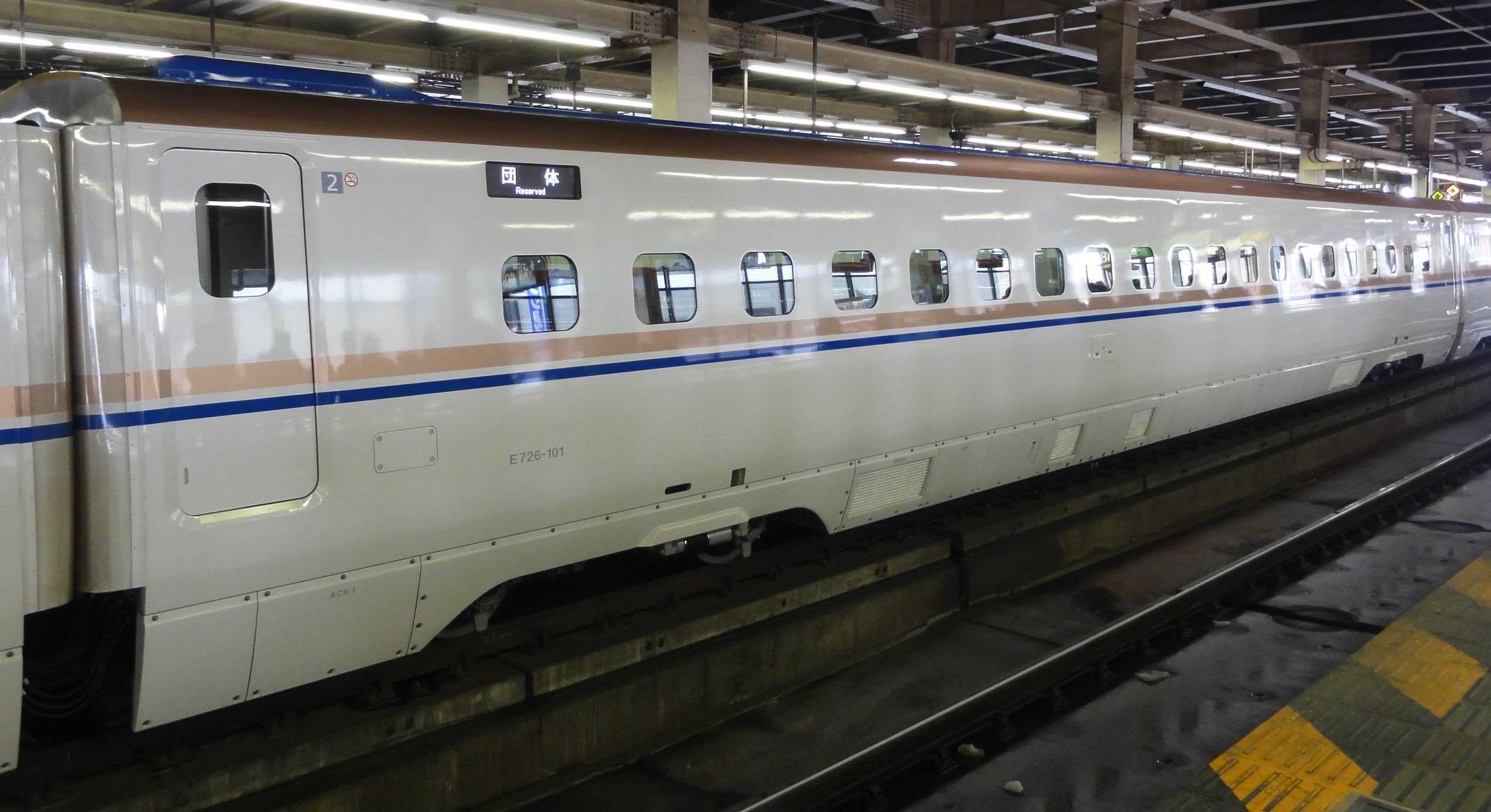
E726-101 （2号車）
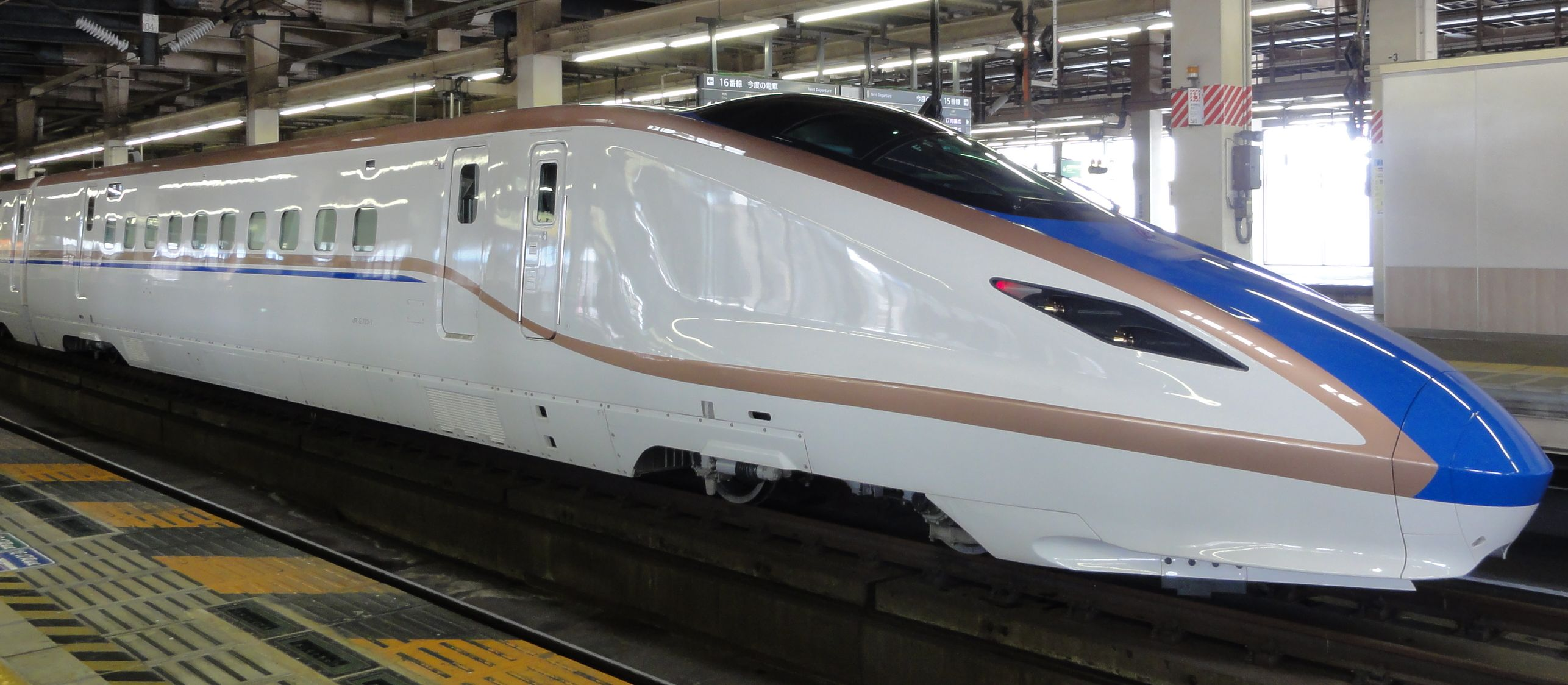
E723-1 （1号車）

### E7系編組表
|                | ←東京方向敦賀/新潟方向→ | ←東京方向敦賀/新潟方向→ | ←東京方向敦賀/新潟方向→ | ←東京方向敦賀/新潟方向→ | ←東京方向敦賀/新潟方向→ | ←東京方向敦賀/新潟方向→ | ←東京方向敦賀/新潟方向→ | ←東京方向敦賀/新潟方向→ | ←東京方向敦賀/新潟方向→ | ←東京方向敦賀/新潟方向→ | ←東京方向敦賀/新潟方向→ | ←東京方向敦賀/新潟方向→ |
| -------------- | ----------------------- | ----------------------- | ----------------------- | ----------------------- | ----------------------- | ----------------------- | ----------------------- | ----------------------- | ----------------------- | ----------------------- | ----------------------- | ----------------------- |
|                |                         |                         |                         |                         |                         |                         |                         |                         |                         |                         |                         |                         |
|                |                         |                         |                         |                         |                         |                         |                         |                         |                         |                         |                         |                         |
| 号車           | 1                       | 2                       | 3                       | 4                       | 5                       | 6                       | 7                       | 8                       | 9                       | 10                      | 11                      | 12                      |
| 型式           | E723型 （T1c）          | E726型 （M2）           | E725型 （M1）           | E726型 （M2）           | E725型 （M1）           | E726型 （M2）           | E725型 （M1k）          | E726型 （M2）           | E725型 （M1）           | E726型 （M2）           | E715型 （M1s）          | E714型 （Tsc）          |
| 番台区分       | 0                       | 100                     | 0                       | 200                     | 100                     | 300                     | 400                     | 400                     | 200                     | 500                     | 0                       | 0                       |
| 等級           | 普通車厢                | 普通車厢                | 普通車厢                | 普通車厢                | 普通車厢                | 普通車厢                | 普通車厢                | 普通車厢                | 普通車厢                | 普通車厢                | 绿色車厢                | 特等车厢                |
| 定員 （名）    | 50➔48                   | 100➔98                  | 85➔83                   | 100➔98                  | 85➔83                   | 90➔88                   | 58➔52                   | 100➔98                  | 85➔83                   | 100➔98                  | 63                      | 18                      |
| 车辆重量 （t） | 41.3                    | 44.7                    | 46.1                    | 45.2                    | 46.4                    | 45.2                    | 46.5                    | 45.2                    | 46.4                    | 45.0                    | 45.6                    | 44.5                    |
| 动力单元       | 单元1                   | 单元1                   | 单元1                   | 单元2                   | 单元2                   | 单元3                   | 单元3                   | 单元4                   | 单元4                   | 单元5                   | 单元5                   | 单元5                   |

### W7系編組表
|                | ←東京方向敦賀方向→ | ←東京方向敦賀方向→ | ←東京方向敦賀方向→ | ←東京方向敦賀方向→ | ←東京方向敦賀方向→ | ←東京方向敦賀方向→ | ←東京方向敦賀方向→ | ←東京方向敦賀方向→ | ←東京方向敦賀方向→ | ←東京方向敦賀方向→ | ←東京方向敦賀方向→ | ←東京方向敦賀方向→ |
| -------------- | ------------------ | ------------------ | ------------------ | ------------------ | ------------------ | ------------------ | ------------------ | ------------------ | ------------------ | ------------------ | ------------------ | ------------------ |
|                |                    |                    |                    |                    |                    |                    |                    |                    |                    |                    |                    |                    |
|                |                    |                    |                    |                    |                    |                    |                    |                    |                    |                    |                    |                    |
| 号車           | 1                  | 2                  | 3                  | 4                  | 5                  | 6                  | 7                  | 8                  | 9                  | 10                 | 11                 | 12                 |
| 型式           | W723型 （T1c）     | W726型 （M2）      | W725型 （M1）      | W726型 （M2）      | W725型 （M1）      | W726型 （M2）      | W725型 （M1k）     | W726型 （M2）      | W725型 （M1）      | W726型 （M2）      | W715型 （M1s）     | W714型 （Tsc）     |
| 番台区分       | 100                | 100                | 100                | 200                | 200                | 300                | 300                | 400                | 400                | 500                | 500                | 500                |
| 等級           | 普通車厢           | 普通車厢           | 普通車厢           | 普通車厢           | 普通車厢           | 普通車厢           | 普通車厢           | 普通車厢           | 普通車厢           | 普通車厢           | 绿色車厢           | 特等车厢           |
| 定員 （名）    | 50➔48              | 100➔98             | 85➔83              | 100➔98             | 85➔83              | 90➔88              | 58➔52              | 100➔98             | 85➔83              | 100➔98             | 63                 | 18                 |
| 车辆重量 （t） | 41.3               | 44.7               | 46.1               | 45.2               | 46.4               | 45.2               | 46.5               | 45.2               | 46.4               | 45.0               | 45.6               | 44.5               |
| 动力单元       | 单元1              | 单元1              | 单元1              | 单元2              | 单元2              | 单元3              | 单元3              | 单元4              | 单元4              | 单元5              | 单元5              | 单元5              |

## 列車歷史
如未註記，皆截止至2024年4月1日，部分編組是基於2023年度的消息。

### 製造
- 日立：日立製作所笠戸事業所；
- 川重：川崎重工業（2021年10月以後出廠為川崎車輛）；
- 橫濱：綜合車輛製作所橫濱事業所；
- 近車：近畿車輛。

### 配置
- 長野：長野新幹線車輛中心（日语：長野新幹線車両センター）；
- 新潟：新潟新幹線車輛中心（日语：新潟新幹線車両センター）；
- 白山：白山綜合車輛所（日语：白山総合車両所）；
- 敦賀：敦賀綜合車輛所 (預定)。

### 編組一覽表：E7系
| \| 編組名 \| 製造 \| 完工日期 \| 完工 配置 \| 現行配置・狀態 \| 編組廢除日期 \| 轉移 \| 最後 配置 \| 備註 \| \| ------ \| ---- \| ------------------ \| --------- \| -------------- \| ------------------ \| -------- \| --------- \| ------------------------------------------------------------------------------------------------------ \| \| F1 \| 川重 \| 2013年11月27日[30] \| 長野 \| 廢車 \| 2020年03月31日[31] \| \| 長野 \| 颱風海貝思受損而廢車 \| \| F2 \| 日立 \| 2013年12月26日[30] \| 長野 \| 廢車 \| 2020年03月31日[31] \| \| 長野 \| 颱風海貝思受損而廢車 \| \| F3 \| 日立 \| 2014年01月30日[30] \| 長野 \| 長野 \| \| \| \| \| \| F4 \| 川重 \| 2014年02月24日[30] \| 長野 \| 長野 \| \| \| \| \| \| F5 \| 川重 \| 2014年03月18日[30] \| 長野 \| 長野 \| \| \| \| \| \| F6 \| 川重 \| 2014年06月02日[32] \| 長野 \| 長野 \| \| \| \| 曾於2015年5月16日及10月24日用作天皇專列 \| \| F7 \| 橫濱 \| 2014年06月26日[32] \| 長野 \| 廢車 \| 2020年03月05日[33] \| \| 長野 \| 於2019年9月初加上2020年東京奧運廣告塗裝，颱風海貝思受損而廢車 \| \| F8 \| 橫濱 \| 2014年07月14日[32] \| 長野 \| 廢車 \| 2020年03月31日[31] \| \| 長野 \| 颱風海貝思受損而廢車 \| \| F9 \| 橫濱 \| 2014年08月27日[32] \| 長野 \| 長野 \| \| \| \| \| \| F10 \| 日立 \| 2014年09月16日[32] \| 長野 \| 廢車 \| 2020年01月14日[33] \| \| 長野 \| 颱風海貝思受損而廢車 \| \| F11 \| 橫濱 \| 2014年10月06日[32] \| 長野 \| 長野 \| \| \| \| \| \| F12 \| 橫濱 \| 2014年11月10日[32] \| 長野 \| 長野 \| \| \| \| \| \| F13 \| 日立 \| 2014年12月19日[32] \| 長野 \| 長野 \| \| \| \| 此編組曾在上越新幹線進行高速化試驗，試驗時加裝集電弓隔音板以進行275km/h測試 \| \| F14 \| 日立 \| 2015年01月19日[32] \| 長野 \| 廢車 \| 2020年03月31日[31] \| \| 長野 \| 颱風海貝思受損而廢車 \| \| F15 \| 川重 \| 2015年02月06日[32] \| 長野 \| 長野 \| \| \| \| \| \| F16 \| 日立 \| 2015年04月08日[34] \| 長野 \| 廢車 \| 2020年03月31日[31] \| \| 長野 \| 颱風海貝思受損而廢車 \| \| F17 \| 川重 \| 2015年03月06日[32] \| 長野 \| 長野 \| \| \| \| \| \| F18 \| 橫濱 \| 2015年10月26日[34] \| 長野 \| 廢車 \| 2020年03月31日[31] \| \| 長野 \| 颱風海貝思受損而廢車，解體時保留了1號車的駕駛台作車長訓練之用 \| \| F19 \| 川重 \| 2017年04月03日[35] \| 長野 \| 長野 \| \| \| \| \| \| F20 \| 川重 \| 2018年10月31日[36] \| 新潟 \| 新潟 \| \| \| \| 2019年10月23日起與北陸新幹線共同運營 \| \| F21 \| 日立 \| 2018年11月20日[36] \| 新潟 \| 新潟 \| \| \| \| 早前為上越新幹線專用並塗上限定塗裝，2021年除下限定塗裝 \| \| F22 \| 川重 \| 2018年12月05日[36] \| 新潟 \| 新潟 \| \| \| \| 早前為上越新幹線專用並塗上限定塗裝，2021年除下限定塗裝 \| \| F23 \| 日立 \| 2019年09月24日[37] \| 新潟 \| 新潟 \| \| [転属 1] \| \| 2019年10月23日起與北陸新幹線共同運營 \| \| F24 \| 日立 \| 2019年10月25日[37] \| 新潟 \| 新潟 \| \| [転属 1] \| \| 2019年10月23日起與北陸新幹線共同運營 \| \| F25 \| 川重 \| 2019年11月11日[37] \| 新潟 \| 新潟 \| \| [転属 1] \| \| \| \| F26 \| 日立 \| 2019年12月23日[37] \| 新潟 \| 新潟 \| \| [転属 1] \| \| \| \| F27 \| 日立 \| 2020年01月24日[37] \| 新潟 \| 新潟 \| \| [転属 1] \| \| \| \| F28 \| 橫濱 \| 2022年01月25日[39] \| 新潟 \| 新潟 \| \| \| \| \| \| F29 \| 川重 \| 2020年11月09日[40] \| 新潟 \| 新潟 \| \| \| \| \| \| F30 \| 川重 \| 2020年12月03日[40] \| 新潟 \| 新潟 \| \| \| \| \| \| F31 \| 日立 \| 2021年02月26日[40] \| 新潟 \| 新潟 \| \| \| \| \| \| F32 \| 川重 \| 2021年05月11日[41] \| 新潟 \| 新潟 \| \| \| \| \| \| F33 \| 日立 \| 2021年08月17日[41] \| 新潟 \| 新潟 \| \| \| \| \| \| F34 \| 日立 \| 2021年10月06日[42] \| 新潟 \| 新潟 \| \| \| \| \| \| F35 \| 橫濱 \| 2021年11月09日[43] \| 新潟 \| 新潟 \| \| \| \| \| \| F36 \| 川重 \| 2021年10月21日[42] \| 新潟 \| 新潟 \| \| \| \| \| \| F37 \| 日立 \| 2022年8月3日[42] \| 新潟 \| 新潟 \| \| \| \| \| \| F38 \| 川重 \| 2022年12月6日[42] \| 新潟 \| 新潟 \| \| \| \| \| \| F39 \| 川重 \| 2023年1月30日[42] \| 新潟 \| 新潟 \| \| \| \| \| \| F40 \| 日立 \| 2021年05月12日[41] \| 長野 \| 長野 \| \| \| \| F40編組以後生產之車輛於奇數車廂增設大型行李置物區，7號車廂改為52座席，颱風哈吉貝受損報廢編組代替新造車 \| \| F41 \| 日立 \| 2021年06月04日[41] \| 長野 \| 長野 \| \| \| \| 颱風哈吉貝受損報廢編組代替新造車 \| \| F42 \| 川重 \| 2021年06月07日[44] \| 長野 \| 長野 \| \| \| \| 颱風哈吉貝受損報廢編組代替新造車 \| \| F43 \| 横濱 \| 2021年08月02日[44] \| 新潟 \| 長野 \| \| \| \| \| \| F44 \| 日立 \| 2022年01月14日[45] \| 新潟 \| 長野 \| \| \| \| \| \| F45 \| 日立 \| 2022年 11月21日 \| 新潟 \| 長野 \| \| \| \| 颱風哈吉貝受損報廢編組代替新造車 \| \| F46 \| 日立 \| 2023年 3月28日 \| 新潟 \| 長野 \| \| \| \| 颱風哈吉貝受損報廢編組代替新造車 \| \| F47 \| 日立 \| 2023年 1月11日 \| 新潟 \| 長野 \| \| \| \| 颱風哈吉貝受損報廢編組代替新造車 \| |      |                 |           |                |                |            |           | |
| 編組名 | 製造 | 完工日期        | 完工 配置 | 現行配置・狀態 | 編組廢除日期   | 轉移       | 最後 配置 | 備註                                                                                                   |
| F1 | 川重 | 2013年11月27日  | 長野      | 廢車           | 2020年03月31日 |            | 長野      | 颱風海貝思受損而廢車                                                                                   |
| F2 | 日立 | 2013年12月26日  | 長野      | 廢車           | 2020年03月31日 |            | 長野      | 颱風海貝思受損而廢車                                                                                   |
| F3 | 日立 | 2014年01月30日  | 長野      | 長野           |                |            |           | |
| F4 | 川重 | 2014年02月24日  | 長野      | 長野           |                |            |           | |
| F5 | 川重 | 2014年03月18日  | 長野      | 長野           |                |            |           | |
| F6 | 川重 | 2014年06月02日  | 長野      | 長野           |                |            |           | 曾於2015年5月16日及10月24日用作天皇專列                                                                |
| F7 | 橫濱 | 2014年06月26日  | 長野      | 廢車           | 2020年03月05日 |            | 長野      | 於2019年9月初加上2020年東京奧運廣告塗裝，颱風海貝思受損而廢車                                          |
| F8 | 橫濱 | 2014年07月14日  | 長野      | 廢車           | 2020年03月31日 |            | 長野      | 颱風海貝思受損而廢車                                                                                   |
| F9 | 橫濱 | 2014年08月27日  | 長野      | 長野           |                |            |           | |
| F10 | 日立 | 2014年09月16日  | 長野      | 廢車           | 2020年01月14日 |            | 長野      | 颱風海貝思受損而廢車                                                                                   |
| F11 | 橫濱 | 2014年10月06日  | 長野      | 長野           |                |            |           | |
| F12 | 橫濱 | 2014年11月10日  | 長野      | 長野           |                |            |           | |
| F13 | 日立 | 2014年12月19日  | 長野      | 長野           |                |            |           | 此編組曾在上越新幹線進行高速化試驗，試驗時加裝集電弓隔音板以進行275km/h測試                            |
| F14 | 日立 | 2015年01月19日  | 長野      | 廢車           | 2020年03月31日 |            | 長野      | 颱風海貝思受損而廢車                                                                                   |
| F15 | 川重 | 2015年02月06日  | 長野      | 長野           |                |            |           | |
| F16 | 日立 | 2015年04月08日  | 長野      | 廢車           | 2020年03月31日 |            | 長野      | 颱風海貝思受損而廢車                                                                                   |
| F17 | 川重 | 2015年03月06日  | 長野      | 長野           |                |            |           | |
| F18 | 橫濱 | 2015年10月26日  | 長野      | 廢車           | 2020年03月31日 |            | 長野      | 颱風海貝思受損而廢車，解體時保留了1號車的駕駛台作車長訓練之用                                          |
| F19 | 川重 | 2017年04月03日  | 長野      | 長野           |                |            |           | |
| F20 | 川重 | 2018年10月31日  | 新潟      | 新潟           |                |            |           | 2019年10月23日起與北陸新幹線共同運營                                                                   |
| F21 | 日立 | 2018年11月20日  | 新潟      | 新潟           |                |            |           | 早前為上越新幹線專用並塗上限定塗裝，2021年除下限定塗裝                                                 |
| F22 | 川重 | 2018年12月05日  | 新潟      | 新潟           |                |            |           | 早前為上越新幹線專用並塗上限定塗裝，2021年除下限定塗裝                                                 |
| F23 | 日立 | 2019年09月24日  | 新潟      | 新潟           |                | [ 転属 1 ] |           | 2019年10月23日起與北陸新幹線共同運營                                                                   |
| F24 | 日立 | 2019年10月25日  | 新潟      | 新潟           |                | [ 転属 1 ] |           | 2019年10月23日起與北陸新幹線共同運營                                                                   |
| F25 | 川重 | 2019年11月11日  | 新潟      | 新潟           |                | [ 転属 1 ] |           | |
| F26 | 日立 | 2019年12月23日  | 新潟      | 新潟           |                | [ 転属 1 ] |           | |
| F27 | 日立 | 2020年01月24日  | 新潟      | 新潟           |                | [ 転属 1 ] |           | |
| F28 | 橫濱 | 2022年01月25日  | 新潟      | 新潟           |                |            |           | |
| F29 | 川重 | 2020年11月09日  | 新潟      | 新潟           |                |            |           | |
| F30 | 川重 | 2020年12月03日  | 新潟      | 新潟           |                |            |           | |
| F31 | 日立 | 2021年02月26日  | 新潟      | 新潟           |                |            |           | |
| F32 | 川重 | 2021年05月11日  | 新潟      | 新潟           |                |            |           | |
| F33 | 日立 | 2021年08月17日  | 新潟      | 新潟           |                |            |           | |
| F34 | 日立 | 2021年10月06日  | 新潟      | 新潟           |                |            |           | |
| F35 | 橫濱 | 2021年11月09日  | 新潟      | 新潟           |                |            |           | |
| F36 | 川重 | 2021年10月21日  | 新潟      | 新潟           |                |            |           | |
| F37 | 日立 | 2022年8月3日    | 新潟      | 新潟           |                |            |           | |
| F38 | 川重 | 2022年12月6日   | 新潟      | 新潟           |                |            |           | |
| F39 | 川重 | 2023年1月30日   | 新潟      | 新潟           |                |            |           | |
| F40 | 日立 | 2021年05月12日  | 長野      | 長野           |                |            |           | F40編組以後生產之車輛於奇數車廂增設大型行李置物區，7號車廂改為52座席，颱風哈吉貝受損報廢編組代替新造車 |
| F41 | 日立 | 2021年06月04日  | 長野      | 長野           |                |            |           | 颱風哈吉貝受損報廢編組代替新造車                                                                       |
| F42 | 川重 | 2021年06月07日  | 長野      | 長野           |                |            |           | 颱風哈吉貝受損報廢編組代替新造車                                                                       |
| F43 | 横濱 | 2021年08月02日  | 新潟      | 長野           |                |            |           | |
| F44 | 日立 | 2022年01月14日  | 新潟      | 長野           |                |            |           | |
| F45 | 日立 | 2022年 11月21日 | 新潟      | 長野           |                |            |           | 颱風哈吉貝受損報廢編組代替新造車                                                                       |
| F46 | 日立 | 2023年 3月28日  | 新潟      | 長野           |                |            |           | 颱風哈吉貝受損報廢編組代替新造車                                                                       |
| F47 | 日立 | 2023年 1月11日  | 新潟      | 長野           |                |            |           | 颱風哈吉貝受損報廢編組代替新造車                                                                       |

### 編組一覽表：W7系
| \| 編組名 \| 製造 \| 完工日期 \| 完工 配置 \| 現行配置・狀態 \| 編組廢除日期 \| 轉移 \| 最後 配置 \| 備註 \| \| ------ \| ---- \| ------------------ \| --------- \| -------------- \| ----------------- \| ---- \| --------- \| ---------------------------------------- \| \| W1 \| 川重 \| 2015年3月14日[46] \| 白山 \| 白山 \| \| \| \| \| \| W2 \| 日立 \| 2015年3月14日[46] \| 白山 \| 廢車 \| 2020年3月31日[47] \| \| 白山 \| 颱風哈吉貝受損而廢車 \| \| W3 \| 川重 \| 2015年3月14日[46] \| 白山 \| 白山 \| \| \| \| \| \| W4 \| 日立 \| 2015年3月14日[46] \| 白山 \| 白山 \| \| \| \| \| \| W5 \| 川重 \| 2015年3月14日[46] \| 白山 \| 白山 \| \| \| \| \| \| W6 \| 川重 \| 2015年3月14日[46] \| 白山 \| 白山 \| \| \| \| \| \| W7 \| 近車 \| 2015年3月14日[46] \| 白山 \| 廢車 \| 2020年3月31日[47] \| \| 白山 \| 颱風哈吉貝受損而廢車 \| \| W8 \| 日立 \| 2015年3月14日[46] \| 白山 \| 白山 \| \| \| \| \| \| W9 \| 日立 \| 2015年3月14日[46] \| 白山 \| 白山 \| \| \| \| \| \| W10 \| 近車 \| 2015年3月14日[46] \| 白山 \| 白山 \| \| \| \| \| \| W11 \| 日立 \| 2015年9月17日[48] \| 白山 \| 白山 \| \| \| \| \| \| W12 \| 日立 \| 2021年10月29日[49] \| 白山 \| 白山 \| \| \| \| 颱風哈吉貝受損報廢編組代替新造車，改良型 \| \| W13 \| 日立 \| 2021年12月8日[49] \| 白山 \| 白山 \| \| \| \| 颱風哈吉貝受損報廢編組代替新造車，改良型 \| \| W14 \| 日立 \| 2022年3月31日[49] \| 白山 \| 白山 \| \| \| \| \| \| W17 \| 川車 \| 2022年5月31日 \| 白山 \| 白山 \| \| \| \| 金澤~敦賀延伸線增造車 \| \| W18 \| 川車 \| 2022年7月6日 \| 白山 \| 白山 \| \| \| \| 金澤~敦賀延伸線增造車 \| \| W19 \| 日立 \| 2022年7月5日 \| 白山 \| 白山 \| \| \| \| 金澤~敦賀延伸線增造車 \| \| W20 \| 川車 \| 2022年8月24日 \| 白山 \| 白山 \| \| \| \| 金澤~敦賀延伸線增造車 \| \| W21 \| 近車 \| 2022年11月22日 \| 白山 \| 白山 \| \| \| \| 金澤~敦賀延伸線增造車 \| \| W22 \| 川車 \| 2022年10月28日 \| 白山 \| 白山 \| \| \| \| 金澤~敦賀延伸線增造車 \| \| W24 \| 日立 \| 2022年12月6日 \| 白山 \| 白山 \| \| \| \| 金澤~敦賀延伸線增造車 \| |      |                |           |                |               |      |           |                                          |
| 編組名 | 製造 | 完工日期       | 完工 配置 | 現行配置・狀態 | 編組廢除日期  | 轉移 | 最後 配置 | 備註                                     |
| W1 | 川重 | 2015年3月14日  | 白山      | 白山           |               |      |           |                                          |
| W2 | 日立 | 2015年3月14日  | 白山      | 廢車           | 2020年3月31日 |      | 白山      | 颱風哈吉貝受損而廢車                     |
| W3 | 川重 | 2015年3月14日  | 白山      | 白山           |               |      |           |                                          |
| W4 | 日立 | 2015年3月14日  | 白山      | 白山           |               |      |           |                                          |
| W5 | 川重 | 2015年3月14日  | 白山      | 白山           |               |      |           |                                          |
| W6 | 川重 | 2015年3月14日  | 白山      | 白山           |               |      |           |                                          |
| W7 | 近車 | 2015年3月14日  | 白山      | 廢車           | 2020年3月31日 |      | 白山      | 颱風哈吉貝受損而廢車                     |
| W8 | 日立 | 2015年3月14日  | 白山      | 白山           |               |      |           |                                          |
| W9 | 日立 | 2015年3月14日  | 白山      | 白山           |               |      |           |                                          |
| W10 | 近車 | 2015年3月14日  | 白山      | 白山           |               |      |           |                                          |
| W11 | 日立 | 2015年9月17日  | 白山      | 白山           |               |      |           |                                          |
| W12 | 日立 | 2021年10月29日 | 白山      | 白山           |               |      |           | 颱風哈吉貝受損報廢編組代替新造車，改良型 |
| W13 | 日立 | 2021年12月8日  | 白山      | 白山           |               |      |           | 颱風哈吉貝受損報廢編組代替新造車，改良型 |
| W14 | 日立 | 2022年3月31日  | 白山      | 白山           |               |      |           |                                          |
| W17 | 川車 | 2022年5月31日  | 白山      | 白山           |               |      |           | 金澤~敦賀延伸線增造車                    |
| W18 | 川車 | 2022年7月6日   | 白山      | 白山           |               |      |           | 金澤~敦賀延伸線增造車                    |
| W19 | 日立 | 2022年7月5日   | 白山      | 白山           |               |      |           | 金澤~敦賀延伸線增造車                    |
| W20 | 川車 | 2022年8月24日  | 白山      | 白山           |               |      |           | 金澤~敦賀延伸線增造車                    |
| W21 | 近車 | 2022年11月22日 | 白山      | 白山           |               |      |           | 金澤~敦賀延伸線增造車                    |
| W22 | 川車 | 2022年10月28日 | 白山      | 白山           |               |      |           | 金澤~敦賀延伸線增造車                    |
| W24 | 日立 | 2022年12月6日  | 白山      | 白山           |               |      |           | 金澤~敦賀延伸線增造車                    |

## 運用

### 完工與納入
首列E7系列車F1編組在2013年10月底時於川崎重工業兵庫工廠製造完成，之後以船運及陸運方式送往宮城縣利府町的新幹線綜合車輛中心，並於11月28日正式對媒體公開發表，同时F2編組於同月30日製造完成出廠。
而W7系，在2014年4月7日，JR西日本所屬的W7系列車第1編組於川崎重工業公開。4月8日由神戶港出港並於4月10日從金澤港入港，隔天11日上陸，12日將第10號-12號車送入白山綜合車輛所，其餘9輛車廂也將依序由陸運送達，並於4月15日全數運送完畢。
截至2014年11月15日，W7系总共10编组（120辆）列车均已全部送入白山綜合車輛所。

### 試運轉
E7系F1编组隨後開始在東北新幹線北上站-仙台站区间試運轉，並於同年12月14日凌晨至15日進入北陸新幹線試運轉。2014年1月15日開始試運轉。F2编组也于2014年1月9日进入長野新幹線车辆中心，同月11日回送至東京新幹線车辆中心，同月15日开始試運轉。同年4月15至16日F5编组在上越新干线进行試運轉，并回送至新潟新幹線车辆中心與其它编组一起在新潟进行“淺間號”试车运用。
自4月30日開始W7系列車在白山綜合車輛所內開始走行試驗，6月22日正式向媒體公開。8月1日始列车正式实行試驗運行阶段。8月5日開始在北陸新幹線白山綜合車輛所 - 金澤至上越妙高間的路線進行首次試驗運行，8月7日试验运行范围延长至长野站。
10月23日開始E7系在北陸新幹線長野 - 上越妙高 - 金澤 - 白山綜合車輛所間进行试验运行。于10月31日，長野 - 上越妙高 - 金澤 - 白山綜合車輛所間的列車走行試験结束。
从2014年12月8日到2015年（平成27年）3月13日（即金沢延伸開業前一天），E7系、W7系开始在長野 - 上越妙高 - 金泽 - 白山綜合車輛所間进行开业前期调试阶段（车辆行驶试验、乘务员训练、各种设备确认等）。将在每天于长野-上越妙高间行驶最多25个来回，上越妙高-金泽-白山綜合車輛所间行驶最多14个来回。

### 淺間號先行开始商业化运营
2014年3月15日改點，JR東日本的E7系開始行駛於長野新幹線區間東京 - 長野的淺間號列車，每天以3列編組作7個往返，並將逐步取代E2系的N編組列車及上越新幹線的E4系列車。
2014年4月之後，JR東日本的E7系會以每個月1個編組的進度投入營運。以下是运营扩充概要：
- 4月19日開始[JR 14][JR 15]
  - 东京-长野间：11個往返車次（增加4個往返車次）
- 7月5日開始[JR 16][JR 17]
  - 東京 - 長野間：13個往返車次（增加2個往返車次）
  - 輕井澤 - 長野間：下行1班（新增）[注 15]。
- 8月8日開始 [JR 16][JR 17]
  - 東京 - 長野間：18個往返車次（增加5個往返車次）
  - 輕井澤 - 長野間：下行1班[注 15]
- 11月8日開始[JR 18][JR 19]
  - 東京 - 長野間：20個往返車次（增加2個往返車次）
  - 東京 - 輕井澤間：1個往返車次（新增）[注 16]
  - 輕井澤 - 長野間：下行1班

### 金澤開業後

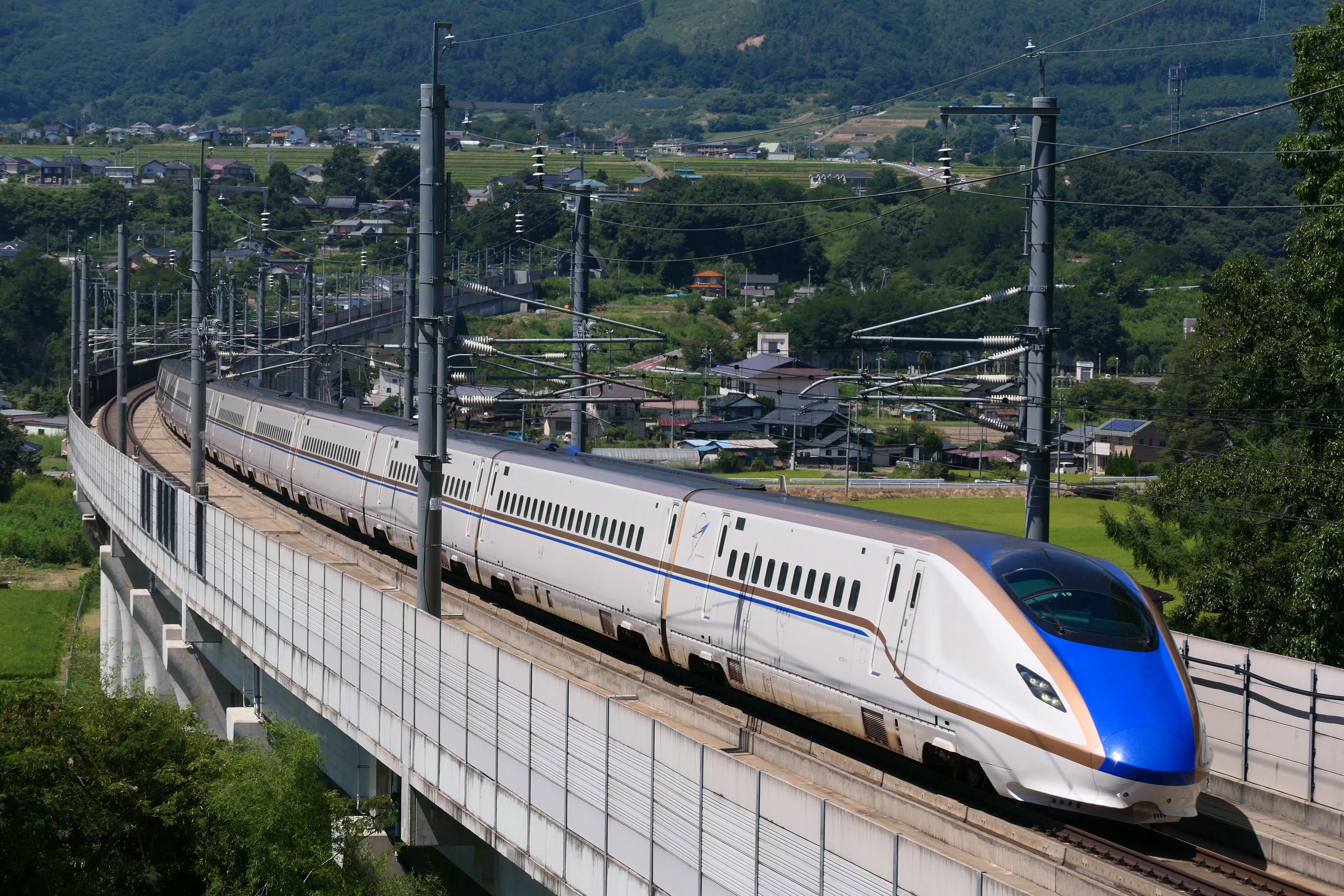
行駛於北陸新幹線的F19編組
2020年8月25日 佐久平站付近

2014年8月27日发表了北陸新幹線金澤開業後的運行计划，以下为列车的运行方案：
- 光辉
  - 東京 - 金澤間：10个往返班次（全列車）[JR 22]

- 白鹰
  - 東京、長野 - 金澤間：15个往返班次（全列車），長野到發列車在Gran Class沒有乘務員提供服務[JR 22][JR 23]
- 剑
  - 富山 - 金澤間：18个往返班次（全列車）。一节12辆中预计将有8辆提供乘客服务[60][JR 22][JR 23]。
- 浅间
  - 東京 - 長野間：16个往返班次大部分（部分列車将使用E2系运行）[JR 22][JR 23]

2015年3月14日隨時刻表更正而開始適用時，W7系也隨該時刻表而投入服務。
鐵路公司發表2015年秋季以後增加E7系與W7系各1列。同年12月25日完全取代E2系N編組(於2017年3月31日正式退役)後北陸新幹線各班次均由本型車行駛。
如上所述，上越/東北新幹線除了東京和高崎之間沒有定期列車運行，但在2016年11月7日與8日以團體列車特別於東北新幹線與北陸新幹線(仙台 - 金澤間)直通運轉，並成為東北新幹線大宮以北的第一個商業運營案例。

### 引入至上越新幹線

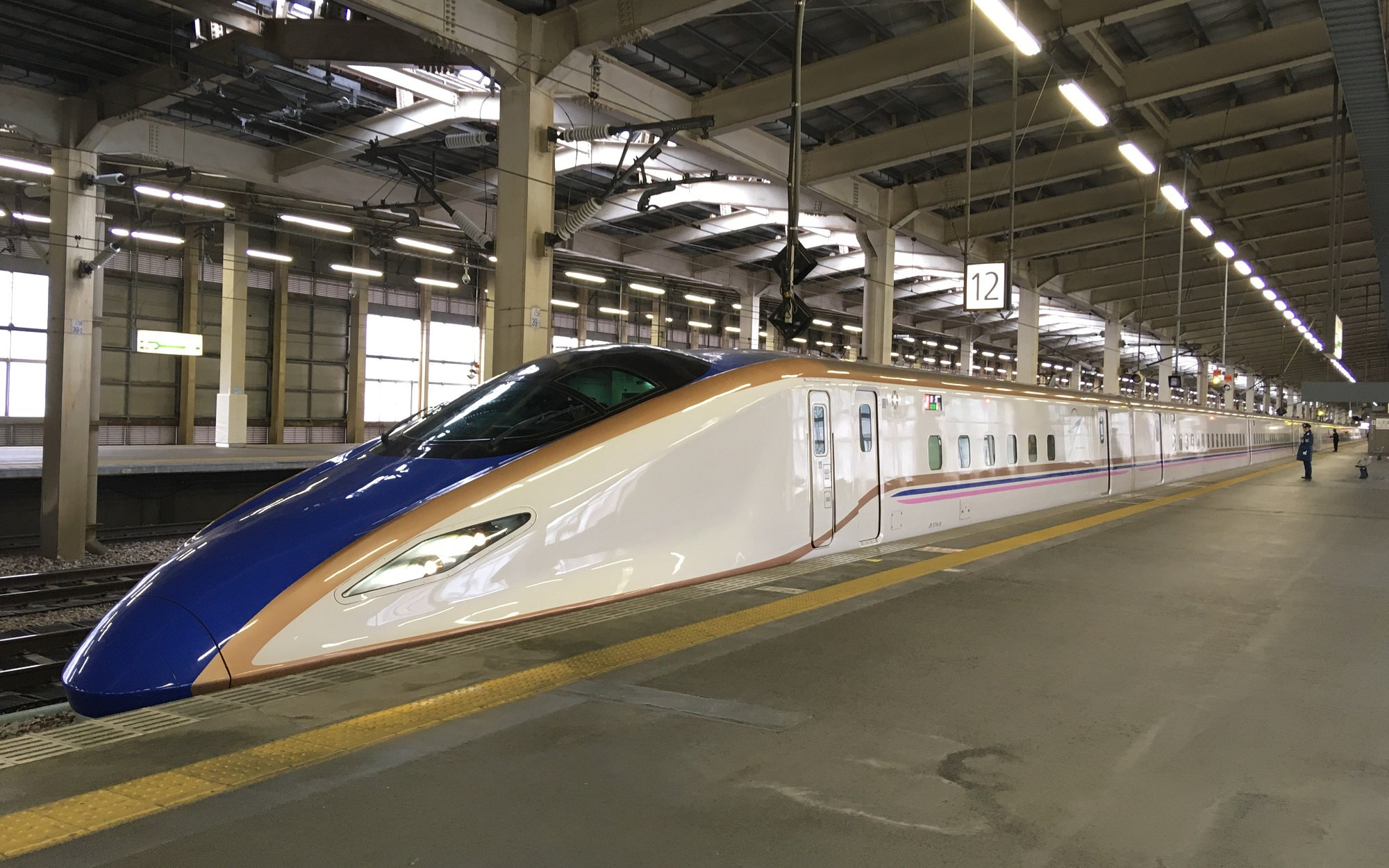
E7系新幹線朱鷺號於限定期間內披上「朱鷺色」粉色飾帶
2019年11月21日 越後湯澤站

於2017年4月4日的JR東日本的定期記者會上，宣布與北陸新幹線相同規格的12節編組的E7系（11列，共132節車廂）會於2018年開始於上越新幹線投入營運，並於2020年財政年度結束時，將完全取代所有E4系，並與E2系作為本線的統一車型，以改善車內的服務（增加載客量、提供Gran Class服務及改善乘坐舒適度）。此項作業會於2019年3月16日的時刻表改正中開始實施。 
於2017年9月，E7系部分列車於大宮至新潟間進行速度提升測試，以收集有關速度提升對行車安全性及對沿線環境影響的數據。測試期間，部分列車的集電弓部分裝上了隔音板。
2019年3月16日，本車正式投入服務，運行每天4班來往東京至新潟的朱鷺號及一班來回東京至越後湯澤的谷川號班次。
此外，針對未來大宮站至新潟站的營運速度從原先的的240公里/小時提高到275公里/小時，在2019年5月中旬約四年的時間裡，沿線會提升隔音設施，如安裝吸音板和提高隔音牆等以作測試。同時計劃2022年底將上越新幹線運行列車統一為本系列車。最終提速與車輛替換在2023年3月18日的時刻改正中完成。

### 北陸新幹線敦賀延伸開業増備車
2021年10月5日，JR西日本宣布為配合2023年底北陸新幹線敦賀延伸開業而增購11列W7系，此列車與2020年10月16日宣布製造的2列颱風海貝思代替新造車（後述）以及現有W7系相同；新列車組的基本規格以目前運行的W7系列為基礎，但與替代新造車一樣，將安裝轉向架監控裝置，採取措施防止列車積雪；另外，作為新幹線新的無障礙措施，設置了輪椅自由空間，並在1號至10號車廂的普通車廂內和11號車廂的甲板空間設置了大件行李架。部分車內將安裝即使車內停電也可水洗的洗手間。

## 其他

### 風災報廢

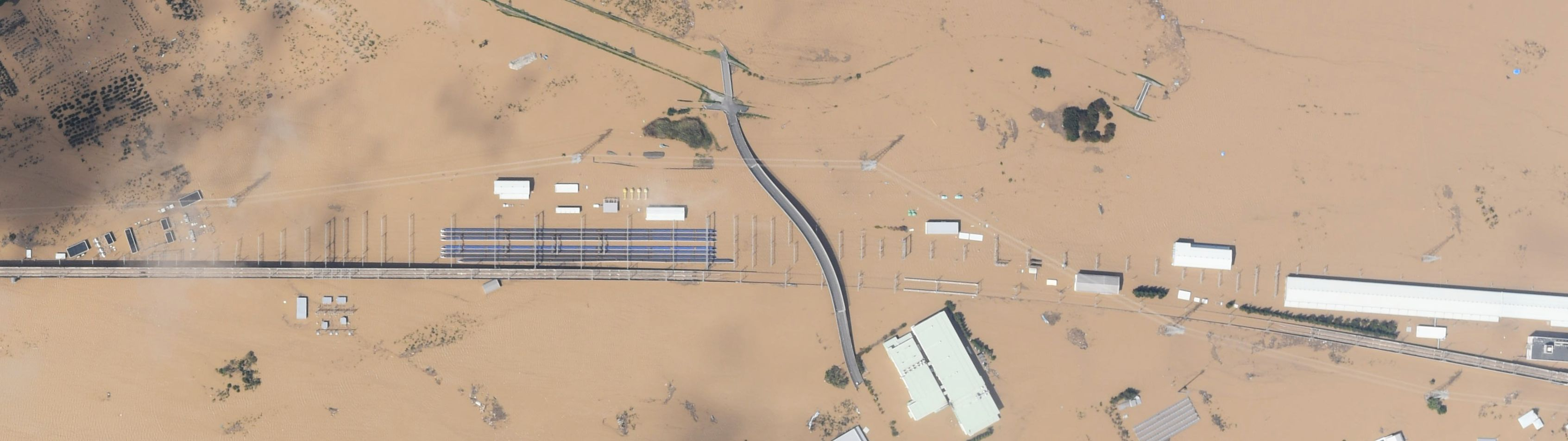
2019年10月13日的長野新幹線車輛中心空照圖，可見到軌道完全被洪水淹沒

2019年10月12日至13日颱風海貝思吹襲日本本州期間，由於大雨氾濫造成千曲川堤防潰堤，位於長野縣長野市的長野新幹線車輛中心因此被洪水淹沒，而停放於車輛中心內的E7系8列及W7系2列共10列新幹線列車、120節車廂亦因淹水受損。受損車輛數量占北陸新幹線全部E7/W7系車輛的三分之一。10月17日，JR東日本宣布與JR西日本合作修復受淹沒路段，長野新幹線車輛中心恢復運作前，暫時借用JR西日本的白山綜合車輛所做為列車檢修用。10列受損列車在詳細檢查後，發現車廂地板下的動力系統與煞車系統皆遭受洪水淹沒，而車廂內絕大部分的座椅從椅面到扶手也皆已浸水；考量安全性與安定性，JR東日本總經理（社長）深澤祐二於同年11月6日表示該公司擁有的E7系8列編組將直接報廢，並檢討將堪用零件作再利用於代替新造車，JR西日本也於同日表示已啟動該公司擁有之W7系兩列泡水車的報廢手續。上越新幹線的1列E7系后备车會調往北陸新幹線使用，而原訂投入上越新幹線的5列製造中的E7系新车（F23至F27編組）也將改為投入北陸新幹線，並延後除役E4系電力動車組。
2020年10月上旬，JR東日本宣布8列用作替代受災車的列車於2022年底前登場，新造列車規格與現有列車大致相同。
2020年10月16日，JR西日本宣布兩列用作替代受災車的列車於2021年下半年登場，新造列車與現有列車大致相同，但於轉向架加装檢測装置提高安全性，此外，為防止車底機件雪害，將台車周圍的機電設備艙增加防雪罩、並且改變車門框的形狀，以避免車門與車體接縫處積雪。

### 自動操作系統測試
2020年11月10日，JR東日本宣布以本系列車測試全新開發的新幹線自動操作系統 (ATO)，此項測試將於新潟站和新潟新幹線車輛中心間的5公里路段進行，並收集數據及改正錯誤。測試於2021年10月至11月進行，測試同時會驗証5G網絡的性能。測試內容包括列車遙控啟動、自動加速和減速、停在固定位置和緊急情況下遙控制動列車，以及測試使用5G實時傳輸高清影片，並驗證在鐵路中使用5G的可能性。測試期間，將沿著鐵路線安裝基站，並使用正在運行的前進列車進行傳輸測試，以確認在5G鐵路環境中的性能，例如執行大容量、低延遲通信的能力。